# 阿根廷驻外机构列表

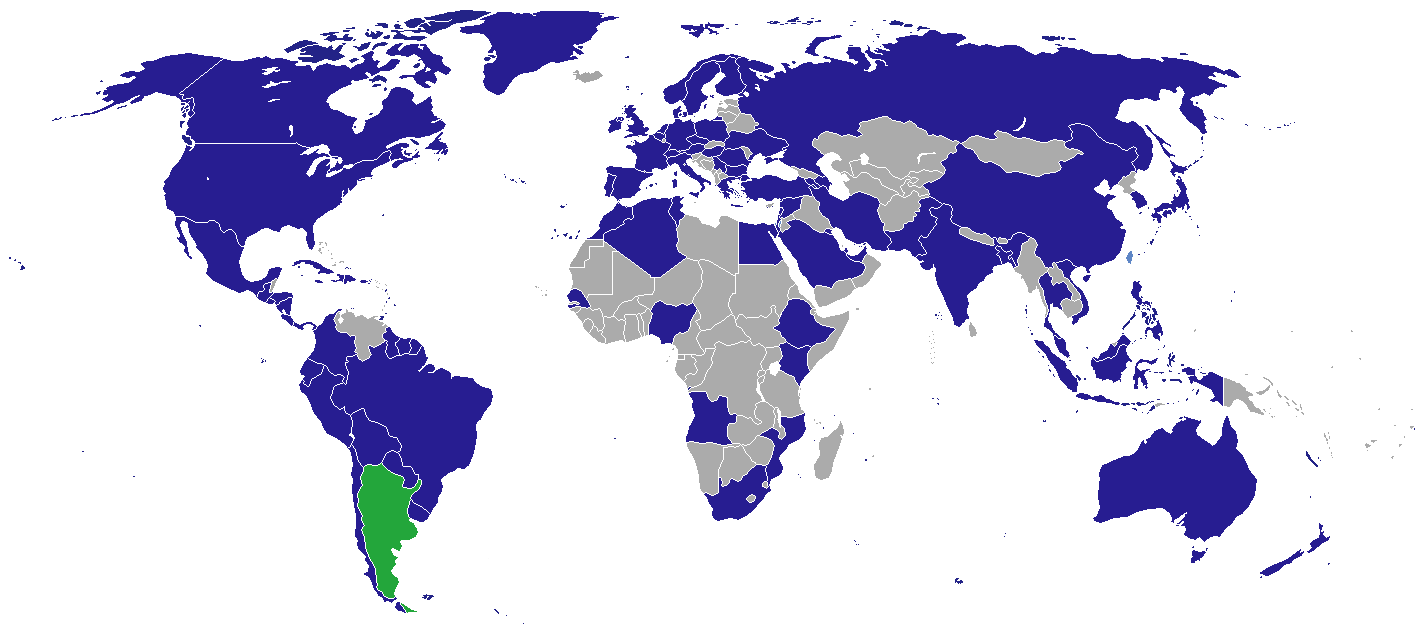
阿根廷的外交机构

阿根廷拥有世界第14多的外交代表机构，其中，阿根廷在193个联合国成员国的85國设有常驻使馆、在观察员巴勒斯坦与梵蒂冈设有常驻外交代表机构，另外在非邦交国台湾设有实质大使馆。此列表不包括名誉领事馆。

## 现今机构

### 非洲
| 国家             | 所在城市               | 外交等级 | 双边关系              | 网站                                                          | 备注                   |
| ---------------- | ---------------------- | -------- | --------------------- | ------------------------------------------------------------- | ---------------------- |
| 阿尔及利亚       | 阿爾及爾               | 大使馆   | 阿尔及利亚—阿根廷关系 | 驻阿尔及利亚大使馆 （页面存档备份，存于）                     |                        |
| 安哥拉           | 罗安达                 | 大使馆   | 安哥拉—阿根廷关系     | 驻安哥拉大使馆 （页面存档备份，存于）                         |                        |
| 埃及             | 开罗                   | 大使馆   | 阿根廷－埃及关系      | 驻埃及大使馆 （页面存档备份，存于）                           |                        |
| 苏丹             | 埃及开罗               | 大使馆   |                       | 驻埃及（兼苏丹）大使馆 （页面存档备份，存于）                 | 由埃及大使兼任         |
| 衣索比亞         | 亚的斯亚贝巴           | 大使馆   |                       | 驻埃塞俄比亚大使馆 （页面存档备份，存于）                     |                        |
|                  | 埃塞俄比亚亚的斯亚贝巴 | 大使馆   |                       | 驻埃塞俄比亚（兼吉布提）大使馆 （页面存档备份，存于）         | 由埃塞俄比亚大使兼任   |
|                  | 内罗毕                 | 大使馆   |                       | 驻肯尼亚大使馆 （页面存档备份，存于）                         |                        |
|                  | 肯尼亚内罗毕           | 大使馆   |                       | 驻肯尼亚（兼布隆迪）大使馆 （页面存档备份，存于）             | 由肯尼亚大使兼任       |
|                  | 肯尼亚内罗毕           | 大使馆   |                       | 驻肯尼亚（兼科摩罗）大使馆 （页面存档备份，存于）             | 由肯尼亚大使兼任       |
| 刚果民主共和国   | 肯尼亚内罗毕           | 大使馆   |                       | 驻肯尼亚（兼刚果明主共和国）大使馆 （页面存档备份，存于）     | 由肯尼亚大使兼任       |
|                  | 肯尼亚内罗毕           | 大使馆   |                       | 驻肯尼亚（兼厄立特里亚）大使馆 （页面存档备份，存于）         | 由肯尼亚大使兼任       |
| 马达加斯加       | 肯尼亚内罗毕           | 大使馆   |                       | 驻肯尼亚（兼马达加斯加）大使馆 （页面存档备份，存于）         | 由肯尼亚大使兼任       |
| 卢旺达           | 肯尼亚内罗毕           | 大使馆   |                       | 驻肯尼亚（兼卢旺达）大使馆 （页面存档备份，存于）             | 由肯尼亚大使兼任       |
| 塞舌尔           | 肯尼亚内罗毕           | 大使馆   |                       | 驻肯尼亚（兼塞舌尔）大使馆 （页面存档备份，存于）             | 由肯尼亚大使兼任       |
|                  | 肯尼亚内罗毕           | 大使馆   |                       | 驻肯尼亚（兼索马里）大使馆 （页面存档备份，存于）             | 由肯尼亚大使兼任       |
| 坦桑尼亚         | 肯尼亚内罗毕           | 大使馆   |                       | 驻肯尼亚（兼坦桑尼亚）大使馆 （页面存档备份，存于）           | 由肯尼亚大使兼任       |
| 摩洛哥           | 拉巴特                 | 大使馆   | 阿根廷－摩洛哥关系    | 驻摩洛哥大使馆 （页面存档备份，存于）                         | 阿根廷驻摩洛哥大使列表 |
| 莫桑比克         | 马普托                 | 大使馆   |                       | 驻莫桑比克大使馆                                              |                        |
| 奈及利亞         | 阿布贾                 | 大使馆   |                       | 驻尼日利亚大使馆 （页面存档备份，存于）                       |                        |
|                  | 尼日利亚阿布贾         | 大使馆   |                       | 驻尼日利亚（兼贝宁）大使馆 （页面存档备份，存于）             | 由尼日利亚大使兼任     |
| 布吉納法索       | 尼日利亚阿布贾         | 大使馆   |                       | 驻尼日利亚（兼布基纳法索）大使馆 （页面存档备份，存于）       | 由尼日利亚大使兼任     |
| 喀麦隆           | 尼日利亚阿布贾         | 大使馆   |                       | 驻尼日利亚（兼喀麦隆）大使馆 （页面存档备份，存于）           | 由尼日利亚大使兼任     |
|                  | 尼日利亚阿布贾         | 大使馆   |                       | 驻尼日利亚（兼乍得）大使馆 （页面存档备份，存于）             | 由尼日利亚大使兼任     |
| 中非             | 尼日利亚阿布贾         | 大使馆   |                       | 驻尼日利亚（兼中非）大使馆 （页面存档备份，存于）             | 由尼日利亚大使兼任     |
| 刚果共和国       | 尼日利亚阿布贾         | 大使馆   |                       | 驻尼日利亚（兼刚果共和国）大使馆 （页面存档备份，存于）       | 由尼日利亚大使兼任     |
| 赤道几内亚       | 尼日利亚阿布贾         | 大使馆   |                       | 驻尼日利亚（兼赤道几内亚）大使馆 （页面存档备份，存于）       | 由尼日利亚大使兼任     |
| 加彭             | 尼日利亚阿布贾         | 大使馆   |                       | 驻尼日利亚（兼加蓬）大使馆 （页面存档备份，存于）             | 由尼日利亚大使兼任     |
|                  | 尼日利亚阿布贾         | 大使馆   |                       | 驻尼日利亚（兼冈比亚）大使馆 （页面存档备份，存于）           | 由尼日利亚大使兼任     |
|                  | 尼日利亚阿布贾         | 大使馆   |                       | 驻尼日利亚（兼加纳）大使馆 （页面存档备份，存于）             | 由尼日利亚大使兼任     |
| 几内亚           | 尼日利亚阿布贾         | 大使馆   |                       | 驻尼日利亚（兼几内亚）大使馆 （页面存档备份，存于）           | 由尼日利亚大使兼任     |
|                  | 尼日利亚阿布贾         | 大使馆   |                       | 驻尼日利亚（兼几内亚比绍）大使馆 （页面存档备份，存于）       | 由尼日利亚大使兼任     |
|                  | 尼日利亚阿布贾         | 大使馆   |                       | 驻尼日利亚（兼科特迪瓦）大使馆 （页面存档备份，存于）         | 由尼日利亚大使兼任     |
| 利比里亚         | 尼日利亚阿布贾         | 大使馆   |                       | 驻尼日利亚（兼利比里亚）大使馆 （页面存档备份，存于）         | 由尼日利亚大使兼任     |
|                  | 尼日利亚阿布贾         | 大使馆   |                       | 驻尼日利亚（兼马里）大使馆 （页面存档备份，存于）             | 由尼日利亚大使兼任     |
| 尼日尔           | 尼日利亚阿布贾         | 大使馆   |                       | 驻尼日利亚（兼尼日尔）大使馆 （页面存档备份，存于）           | 由尼日利亚大使兼任     |
| 聖多美和普林西比 | 尼日利亚阿布贾         | 大使馆   |                       | 驻尼日利亚（兼圣多美和普林西比）大使馆 （页面存档备份，存于） | 由尼日利亚大使兼任     |
|                  | 尼日利亚阿布贾         | 大使馆   |                       | 驻尼日利亚（兼塞拉利昂）大使馆 （页面存档备份，存于）         | 由尼日利亚大使兼任     |
| 多哥             | 尼日利亚阿布贾         | 大使馆   |                       | 驻尼日利亚（兼多哥）大使馆 （页面存档备份，存于）             | 由尼日利亚大使兼任     |
| 塞内加尔         | 达喀尔                 | 大使馆   |                       |                                                               |                        |
| 南非             | 比勒陀利亚             | 大使馆   | 阿根廷－南非关系      | 驻南非大使馆 （页面存档备份，存于）                           |                        |
| 南非             | 约翰内斯堡             | 总领事馆 | 阿根廷－南非关系      | 驻南非总领事馆 （页面存档备份，存于）                         |                        |
|                  | 南非比勒陀利亚         | 大使馆   |                       | 驻南非（驻博茨瓦纳）大使馆 （页面存档备份，存于）             | 由南非大使兼任         |
|                  | 南非比勒陀利亚         | 大使馆   |                       | 驻南非（驻斯威士兰）大使馆 （页面存档备份，存于）             | 由南非大使兼任         |
| 賴索托           | 南非比勒陀利亚         | 大使馆   |                       | 驻南非（驻莱索托）大使馆 （页面存档备份，存于）               | 由南非大使兼任         |
| 马拉维           | 南非比勒陀利亚         | 大使馆   |                       | 驻南非（驻马拉维）大使馆 （页面存档备份，存于）               | 由南非大使兼任         |
| 模里西斯         | 南非比勒陀利亚         | 大使馆   |                       | 驻南非（驻模里西斯）大使馆 （页面存档备份，存于）             | 由南非大使兼任         |
| 纳米比亚         | 南非比勒陀利亚         | 大使馆   |                       | 驻南非（驻纳米比亚）大使馆 （页面存档备份，存于）             | 由南非大使兼任         |
| 尚比亞           | 南非比勒陀利亚         | 大使馆   |                       | 驻南非（驻尚比亚）大使馆 （页面存档备份，存于）               | 由南非大使兼任         |
| 辛巴威           | 南非比勒陀利亚         | 大使馆   |                       | 驻南非（驻辛巴威）大使馆 （页面存档备份，存于）               | 由南非大使兼任         |
| 突尼西亞         | 突尼斯                 | 大使馆   |                       | 驻突尼西亚大使馆 （页面存档备份，存于）                       |                        |
| 利比亞           | 突尼西亚突尼斯         | 大使馆   |                       | 驻突尼西亚（兼利比亚）大使馆 （页面存档备份，存于）           | 由突尼西亚大使兼任     |
| 毛里塔尼亚       | 突尼西亚突尼斯         | 大使馆   |                       | 驻突尼西亚（兼毛里塔尼亚）大使馆 （页面存档备份，存于）       | 由突尼西亚大使兼任     |

### 美洲
| 国家           | 所在城市                 | 外交等级           | 双边关系                                | 网站                                                          | 备注                                       |
| -------------- | ------------------------ | ------------------ | --------------------------------------- | ------------------------------------------------------------- | ------------------------------------------ |
|                | 布里奇敦                 | 大使馆             |                                         | 驻巴巴多斯大使馆 （页面存档备份，存于）                       |                                            |
| 多米尼克       | 巴巴多斯布里奇敦         | 大使馆             |                                         | 驻巴巴多斯（兼多米尼加）大使馆 （页面存档备份，存于）         | 由巴巴多斯大使兼任                         |
| 圣基茨和尼维斯 | 巴巴多斯布里奇敦         | 大使馆             |                                         | 驻巴巴多斯（兼圣基茨和尼维斯）大使馆 （页面存档备份，存于）   | 由巴巴多斯大使兼任                         |
| 圣卢西亚       | 巴巴多斯布里奇敦         | 大使馆             |                                         | 驻巴巴多斯（兼圣卢西亚）大使馆 （页面存档备份，存于）         | 由巴巴多斯大使兼任                         |
| 玻利维亚       | 拉巴斯                   | 大使馆             | 阿根廷－玻利维亚关系                    | 驻玻利维亚大使馆 （页面存档备份，存于）                       |                                            |
| 玻利维亚       | 拉巴斯                   | 领事馆             | 阿根廷－玻利维亚关系                    | 驻拉巴斯领事馆 （页面存档备份，存于）                         |                                            |
| 玻利维亚       | 科恰班巴                 | 领事馆             | 阿根廷－玻利维亚关系                    | 驻科恰班巴领事馆 （页面存档备份，存于）                       |                                            |
| 玻利维亚       | 圣克鲁斯-德拉谢拉        | 总领事馆及推广中心 | 阿根廷－玻利维亚关系                    | 驻圣克鲁斯-德拉谢拉总领事馆 （页面存档备份，存于）            |                                            |
| 玻利维亚       | 塔里哈                   | 领事馆             | 阿根廷－玻利维亚关系                    | 驻塔里哈领事馆 （页面存档备份，存于）                         |                                            |
| 玻利维亚       | 比亚松                   | 领事馆             | 阿根廷－玻利维亚关系                    |                                                               |                                            |
| 玻利维亚       | 亚奎瓦                   | 领事馆             | 阿根廷－玻利维亚关系                    | 驻亚奎瓦领事馆 （页面存档备份，存于）                         |                                            |
| 巴西           | 巴西利亚                 | 大使馆             | 阿根廷－巴西关系                        | 驻巴西大使馆 （页面存档备份，存于）                           | 阿根廷驻巴西大使列表                       |
| 巴西           | 美景市                   | 领事馆             | 阿根廷－巴西关系                        | 驻美景市领事馆 （页面存档备份，存于）                         |                                            |
| 巴西           | 库里奇巴                 | 领事馆             | 阿根廷－巴西关系                        | 驻库里奇巴领事馆 （页面存档备份，存于）                       |                                            |
| 巴西           | 弗洛里亚诺波利斯         | 领事馆             | 阿根廷－巴西关系                        | 驻弗洛里亚诺波利斯领事馆 （页面存档备份，存于）               |                                            |
| 巴西           | 伊瓜苏                   | 领事馆             | 阿根廷－巴西关系                        | 驻伊瓜苏领事馆                                                |                                            |
| 巴西           | 阿雷格里港               | 总领事馆           | 阿根廷－巴西关系                        | 驻阿雷格里港总领事馆 （页面存档备份，存于）                   |                                            |
| 巴西           | 累西腓                   | 领事馆             | 阿根廷－巴西关系                        | 驻累西肺领事馆 （页面存档备份，存于）                         |                                            |
| 巴西           | 里约热内卢               | 总领事馆           | 阿根廷－巴西关系                        | 驻里约热内卢总领事馆 （页面存档备份，存于）                   |                                            |
| 巴西           | 圣保罗                   | 总领事馆和推广中心 | 阿根廷－巴西关系                        | 驻圣保罗总领事馆 （页面存档备份，存于）                       |                                            |
| 巴西           | 萨尔瓦多                 | 领事馆             | 阿根廷－巴西关系                        | 驻萨尔瓦多领事馆 （页面存档备份，存于）                       |                                            |
| 巴西           | 乌鲁瓜亚纳               | 领事馆             | 阿根廷－巴西关系                        | 驻乌鲁瓜亚纳领事馆 （页面存档备份，存于）                     |                                            |
| 加拿大         | 渥太华                   | 大使馆             | 阿根廷－加拿大关系                      | 驻加拿大大使馆 （页面存档备份，存于）                         |                                            |
| 加拿大         | 蒙特利尔                 | 总领事馆           | 阿根廷－加拿大关系                      | 驻蒙特利尔总领事馆 （页面存档备份，存于）                     |                                            |
| 加拿大         | 多伦多                   | 总领事馆           | 阿根廷－加拿大关系                      | 驻多伦多总领事馆 （页面存档备份，存于）                       |                                            |
| 加拿大         | 温哥华                   | 总领事             | 阿根廷－加拿大关系                      |                                                               |                                            |
| 智利           | 圣地亚哥                 | 大使馆             | 阿根廷－智利关系                        | 驻智利大使馆 （页面存档备份，存于）                           | 阿根廷驻智利大使列表                       |
| 智利           | 圣地亚哥                 | 总领事馆           | 阿根廷－智利关系                        | 驻圣地亚哥总领事馆 （页面存档备份，存于）                     |                                            |
| 智利           | 安托法加斯塔             | 领事馆             | 阿根廷－智利关系                        | 驻安托法加斯塔领事馆 （页面存档备份，存于）                   |                                            |
| 智利           | 康塞普西翁               | 领事馆             | 阿根廷－智利关系                        | 驻康塞普西翁领事馆 （页面存档备份，存于）                     |                                            |
| 智利           | 蒙特港                   | 领事馆             | 阿根廷－智利关系                        | 驻蒙特港领事馆 （页面存档备份，存于）                         |                                            |
| 智利           | 蓬塔阿雷纳斯             | 总领事馆           | 阿根廷－智利关系                        | 驻蓬塔阿雷纳斯总领事馆 （页面存档备份，存于）                 |                                            |
| 智利           | 瓦尔帕莱索               | 总领事馆           | 阿根廷－智利关系                        | 驻瓦尔帕莱索总领事馆 （页面存档备份，存于）                   |                                            |
| 哥伦比亚       | 波哥大                   | 大使馆             | 阿根廷－哥伦比亚关系                    | 驻哥伦比亚大使馆 （页面存档备份，存于）                       |                                            |
|                | 圣何塞                   | 大使馆             | 阿根廷－哥斯达黎加关系                  | 驻哥斯达黎加大使馆 （页面存档备份，存于）                     |                                            |
| 古巴           | 哈瓦那                   | 大使馆             | 阿根廷－古巴关系                        | 驻古巴大使馆 （页面存档备份，存于）                           | 阿根廷驻古巴大使列表                       |
|                | 圣多明哥                 | 大使馆             |                                         | 驻多米尼加大使馆 （页面存档备份，存于）                       |                                            |
|                | 基多                     | 大使馆             |                                         | 驻厄瓜多尔大使馆 （页面存档备份，存于）                       |                                            |
| 瓜亚基尔       | 领事馆                   |                    | 驻瓜亚基尔领事馆 （页面存档备份，存于） |                                                               |                                            |
| 薩爾瓦多       | 圣萨尔瓦多               | 大使馆             | 阿根廷－萨尔瓦多关系                    | 驻萨尔瓦多大使馆 （页面存档备份，存于）                       |                                            |
|                | 危地马拉城               | 大使馆             |                                         | 驻危地马拉大使馆 （页面存档备份，存于）                       |                                            |
|                | 乔治敦                   | 大使馆             |                                         | 驻圭亚那大使馆 （页面存档备份，存于）                         |                                            |
|                | 特古西加尔巴             | 大使馆             |                                         | 驻洪都拉斯大使馆 （页面存档备份，存于）                       |                                            |
| 牙买加         | 金士顿                   | 大使馆             |                                         | 驻牙买加大使馆 （页面存档备份，存于）                         |                                            |
| 海地           | 太子港                   | 大使馆             |                                         | 驻海地大使馆 （页面存档备份，存于）                           |                                            |
| 安地卡及巴布達 | 牙买加金士顿             | 大使馆             |                                         | 驻海地（兼安提瓜和巴布达）大使馆 （页面存档备份，存于）       | 由牙买加大使兼任                           |
| 巴哈马         | 牙买加金士顿             | 大使馆             |                                         | 驻海地（兼巴哈马）大使馆 （页面存档备份，存于）               | 由牙买加大使兼任                           |
| 墨西哥         | 墨西哥城                 | 大使馆             | 阿根廷－墨西哥关系                      | 驻墨西哥大使馆 （页面存档备份，存于）                         | 阿根廷驻墨西哥大使列表                     |
| 墨西哥         | 墨西哥城                 | 总领事馆           | 阿根廷－墨西哥关系                      | 驻墨西哥城总领事馆 （页面存档备份，存于）                     |                                            |
| 墨西哥         | 卡曼海滩                 | 领事馆             | 阿根廷－墨西哥关系                      | 驻普拉亚-德尔卡曼领事馆 （页面存档备份，存于）                |                                            |
|                | 墨西哥墨西哥城           | 大使馆             |                                         | 驻墨西哥（兼伯利兹）大使馆 （页面存档备份，存于）             | 由驻墨西哥大使兼任                         |
| 尼加拉瓜       | 馬拿瓜                   | 大使馆             |                                         | 驻尼加拉瓜大使馆 （页面存档备份，存于）                       |                                            |
| 巴拿马         | 巴拿馬城                 | 大使馆             |                                         | 驻巴拿马大使馆 （页面存档备份，存于）                         |                                            |
| 巴拉圭         | 亞松森                   | 大使馆             | 阿根廷－巴拉圭关系                      | 驻巴拉圭大使馆 （页面存档备份，存于）                         | 阿根廷驻巴拉圭大使列表                     |
| 巴拉圭         | 亞松森                   | 总领事馆           | 阿根廷－巴拉圭关系                      | 驻亚松森总领事馆 （页面存档备份，存于）                       |                                            |
| 巴拉圭         | 埃斯特城                 | 总领事馆           | 阿根廷－巴拉圭关系                      | 驻埃斯特城总领事馆 （页面存档备份，存于）                     |                                            |
| 巴拉圭         | 恩卡纳西翁               | 总领事馆           | 阿根廷－巴拉圭关系                      | 驻恩卡纳西翁总领事馆 （页面存档备份，存于）                   |                                            |
| 秘魯           | 利马                     | 大使馆             | 阿根廷－秘鲁关系                        | 驻秘鲁大使馆 （页面存档备份，存于）                           |                                            |
| 秘魯           | 利马                     | 总领事馆           | 阿根廷－秘鲁关系                        | 驻利马总领事馆 （页面存档备份，存于）                         |                                            |
| 苏里南         | 帕拉马里博               | 大使馆             |                                         |                                                               | 2014年首次开馆，2019年关闭，2021年重新启用 |
| 千里達及托巴哥 | 西班牙港                 | 大使馆             |                                         | 驻特立尼达和多巴哥大使馆 （页面存档备份，存于）               |                                            |
| 格瑞那達       | 特立尼达和多巴哥西班牙港 | 大使馆             |                                         | 驻特立尼达和多巴哥（兼格拉纳达）大使馆 （页面存档备份，存于） | 由特立尼达和多巴哥大使兼任                 |
|                | 特立尼达和多巴哥西班牙港 | 大使馆             |                                         | 驻特立尼达和多巴哥（兼圣文森特）大使馆 （页面存档备份，存于） | 由特立尼达和多巴哥大使兼任                 |
| 美国           | 华盛顿哥伦比亚特区       | 大使馆             | 阿根廷－美国关系                        | 驻美国大使馆 （页面存档备份，存于）                           | 阿根廷驻美国大使列表                       |
| 美国           | 亚特兰大                 | 总领事馆           | 阿根廷－美国关系                        | 驻亚特兰大总领事馆 （页面存档备份，存于）                     |                                            |
| 美国           | 芝加哥                   | 总领事馆           | 阿根廷－美国关系                        | 驻芝加哥总领事馆 （页面存档备份，存于）                       |                                            |
| 美国           | 休斯顿                   | 总领事馆           | 阿根廷－美国关系                        | 驻休斯顿总领事馆 （页面存档备份，存于）                       |                                            |
| 美国           | 洛杉矶                   | 总领事馆和推广中心 | 阿根廷－美国关系                        | 驻洛杉矶总领事馆 （页面存档备份，存于）                       |                                            |
| 美国           | 迈阿密                   | 总领事馆和推广中心 | 阿根廷－美国关系                        | 驻迈阿密总领事馆 （页面存档备份，存于）                       |                                            |
| 美国           | 纽约市                   | 总领事馆和推广中心 | 阿根廷－美国关系                        | 驻纽约总领事馆 （页面存档备份，存于）                         |                                            |
| 乌拉圭         | 蒙得维的亚               | 大使馆             | 阿根廷－乌拉圭关系                      | 驻乌拉圭大使馆 （页面存档备份，存于）                         | 阿根廷驻乌拉圭大使列表                     |
| 乌拉圭         | 蒙得维的亚               | 总领事馆           | 阿根廷－乌拉圭关系                      | 驻蒙得维的亚总领事馆 （页面存档备份，存于）                   |                                            |
| 乌拉圭         | 科洛尼亚-德尔萨克拉门托  | 领事馆             | 阿根廷－乌拉圭关系                      | 驻科洛尼亚领事馆 （页面存档备份，存于）                       |                                            |
| 乌拉圭         | 弗賴本托斯               | 领事馆             | 阿根廷－乌拉圭关系                      | 驻本托斯修士领事馆 （页面存档备份，存于）                     |                                            |
| 乌拉圭         | 馬爾多納多               | 领事馆             | 阿根廷－乌拉圭关系                      | 驻马尔多纳多领事馆 （页面存档备份，存于）                     |                                            |
| 乌拉圭         | 派桑杜                   | 领事馆             | 阿根廷－乌拉圭关系                      | 驻派桑杜领使馆 （页面存档备份，存于）                         |                                            |
| 乌拉圭         | 萨尔托                   | 领事馆             | 阿根廷－乌拉圭关系                      | 驻萨尔托领事馆 （页面存档备份，存于）                         |                                            |
| 委內瑞拉       | 加拉加斯                 | 大使馆             | 阿根廷－委内瑞拉关系                    | 驻委内瑞拉大使馆 （页面存档备份，存于）                       |                                            |

### 亚洲
| 国家         | 所在城市           | 外交等级           | 双边关系               | 网站                                                    | 备注                                           |
| ------------ | ------------------ | ------------------ | ---------------------- | ------------------------------------------------------- | ---------------------------------------------- |
| 亞美尼亞     | 埃里温             | 大使馆             | 阿根廷－亚美尼亚关系   | 驻亚美尼亚大使馆 （页面存档备份，存于）                 |                                                |
|              | 巴库               | 大使馆             | 阿根廷－阿塞拜疆关系   | 驻阿塞拜疆大使馆 （页面存档备份，存于）                 |                                                |
|              | 达卡               | 大使馆             | 阿根廷—孟加拉國關係    |                                                         | 1974年1月首次设立，1978年裁撤，2023年2月重启。 |
| 中國         | 北京               | 大使馆             | 阿根廷—中国关系        | 驻中国大使馆 （页面存档备份，存于）                     | 阿根廷驻华大使列表                             |
| 中國         | 北京               | 领事处             | 阿根廷—中国关系        | 驻中国大使馆 （页面存档备份，存于）                     |                                                |
| 中國         | 广州               | 总领事馆           | 阿根廷—中国关系        | 驻广州总领事馆 （页面存档备份，存于）                   | 2009年7月21日开设                              |
| 中國         | 香港               | 总领事馆           | 阿根廷—中国关系        | 驻香港总领事馆 （页面存档备份，存于）                   |                                                |
| 中國         | 上海               | 总领事馆和推广中心 | 阿根廷—中国关系        | 驻上海总领事馆 （页面存档备份，存于）                   | 2000年5月25日开设                              |
| 蒙古国       | 中国北京           | 大使馆             |                        | 驻中国（兼蒙古）大使馆 （页面存档备份，存于）           | 由驻华大使兼任                                 |
| 印度         | 新德里             | 大使馆             | 阿根廷－印度关系       | 驻印度大使馆 （页面存档备份，存于）                     | 阿根廷驻印度大使列表                           |
| 印度         | 孟买               | 总领事馆和推广中心 | 阿根廷－印度关系       | 驻孟买总领事馆 （页面存档备份，存于）                   |                                                |
| 不丹         | 印度新德里         | 大使馆             |                        | 驻印度（兼不丹）大使馆 （页面存档备份，存于）           | 由驻印度大使兼任                               |
| 馬爾地夫     | 印度新德里         | 大使馆             |                        | 驻印度（兼马尔代夫）大使馆 （页面存档备份，存于）       | 由驻印度大使兼任                               |
| 尼泊尔       | 印度新德里         | 大使馆             |                        | 驻印度（兼尼泊尔）大使馆 （页面存档备份，存于）         | 由驻印度大使兼任                               |
| 斯里蘭卡     | 印度新德里         | 大使馆             |                        | 驻印度（兼斯里兰卡）大使馆 （页面存档备份，存于）       | 由驻印度大使兼任                               |
| 印度尼西亞   | 雅加达             | 大使馆             | 阿根廷－印度尼西亚关系 | 驻印度尼西亚大使馆 （页面存档备份，存于）               |                                                |
| 东帝汶       | 印尼雅加达         | 大使馆             |                        | 驻印度尼西亚（兼东帝汶）大使馆 （页面存档备份，存于）   | 由印尼大使兼任                                 |
| 伊朗         | 德黑兰             | 大使馆             | 阿根廷－伊朗关系       | 驻伊朗大使馆 （页面存档备份，存于）                     |                                                |
| 以色列       | 特拉维夫           | 大使馆             | 阿根廷－以色列关系     | 驻以色列大使馆 （页面存档备份，存于）                   | 阿根廷驻以色列大使列表                         |
| 以色列       | 特拉维夫           | 总领事馆           | 阿根廷－以色列关系     | 驻特拉维夫总领事馆 （页面存档备份，存于）               |                                                |
| 賽普勒斯     | 以色列特拉维夫     | 大使馆             |                        | 驻以色列大使馆 （页面存档备份，存于）                   | 由驻以色列大使兼任                             |
| 日本         | 东京               | 大使馆             | 阿根廷－日本关系       | 驻日本大使馆 （页面存档备份，存于）                     |                                                |
| 科威特       | 科威特城           | 大使馆             |                        | 驻科威特大使馆 （页面存档备份，存于）                   |                                                |
| 黎巴嫩       | 贝鲁特             | 大使馆             | 阿根廷－黎巴嫩关系     | 驻黎巴嫩大使馆 （页面存档备份，存于）                   |                                                |
| 马来西亚     | 吉隆坡             | 大使馆             | 阿根廷—马来西亚关系    | 驻马来西亚大使馆 （页面存档备份，存于）                 |                                                |
|              | 马来西亚吉隆坡     | 大使馆             |                        | 驻马来西亚（兼文莱）大使馆 （页面存档备份，存于）       | 由马来西亚大使兼任                             |
| 巴基斯坦     | 伊斯兰堡           | 大使馆             | 阿根廷－巴基斯坦关系   | 驻巴基斯坦大使馆 （页面存档备份，存于）                 | 阿根廷驻巴基斯坦大使列表                       |
| 阿富汗       | 巴基斯坦伊斯兰堡   | 大使馆             |                        | 驻巴基斯坦（兼阿富汗）大使馆 （页面存档备份，存于）     | 由驻巴基斯坦大使兼任                           |
|              | 巴基斯坦伊斯兰堡   | 大使馆             |                        | 驻巴基斯坦（兼塔吉克斯坦）大使馆 （页面存档备份，存于） | 由驻巴基斯坦大使兼任                           |
| 菲律賓       | 马尼拉             | 大使馆             | 阿根廷－菲律宾关系     | 驻菲律宾大使馆 （页面存档备份，存于）                   |                                                |
| 帛琉         | 菲律宾马尼拉       | 大使馆             |                        | 驻菲律宾（兼帕劳）大使馆 （页面存档备份，存于）         | 由菲律宾大使兼任                               |
|              | 多哈               | 大使馆             | 阿根廷－卡塔尔关系     | 驻卡塔尔大使馆 （页面存档备份，存于）                   |                                                |
| 沙烏地阿拉伯 | 利雅德             | 大使馆             |                        | 驻沙特阿拉伯大使馆 （页面存档备份，存于）               | 阿根廷驻沙特阿拉伯大使列表                     |
| 巴林         | 沙乌地阿拉伯利雅德 | 大使馆             |                        | 驻沙特阿拉伯（兼巴林）大使馆 （页面存档备份，存于）     | 由驻沙特阿拉伯大使兼任                         |
| 阿曼         | 沙乌地阿拉伯利雅德 | 大使馆             |                        | 驻沙特阿拉伯（兼阿曼）大使馆 （页面存档备份，存于）     | 由驻沙特阿拉伯大使兼任                         |
| 葉門         | 沙乌地阿拉伯利雅德 | 大使馆             |                        | 驻沙特阿拉伯（兼也门）大使馆 （页面存档备份，存于）     | 由驻沙特阿拉伯大使兼任                         |
| 新加坡       | 新加坡             | 大使馆             |                        | 驻新加坡大使馆 （页面存档备份，存于）                   |                                                |
|              | 首尔               | 大使馆             | 阿根廷－韩国关系       | 驻韩国大使馆 （页面存档备份，存于）                     |                                                |
| 叙利亚       | 大马士革           | 大使馆             |                        | 驻叙利亚大使馆 （页面存档备份，存于）                   |                                                |
| 约旦         | 叙利亚大马士革     |                    |                        | 驻叙利亚（兼约旦）大使馆 （页面存档备份，存于）         | 由叙利亚大使兼任                               |
| 臺灣         | 台北               | 商務文化辦事處     | 阿根廷與中華民國關係   | 阿根廷商務文化辦事處 （页面存档备份，存于）             | 海峡两岸关系                                   |
| 泰國         | 曼谷               | 大使馆             | 阿根廷—泰国关系        | 驻泰国大使馆 （页面存档备份，存于）                     |                                                |
| 柬埔寨       | 泰国曼谷           | 大使馆             | 阿根廷－柬埔寨关系     | 驻泰国（兼柬埔寨）大使馆 （页面存档备份，存于）         | 由泰国大使兼任                                 |
|              | 泰国曼谷           | 大使馆             | 阿根廷－老挝关系       | 驻泰国（兼老挝）大使馆 （页面存档备份，存于）           | 由泰国大使兼任                                 |
| 緬甸         | 泰国曼谷           | 大使馆             |                        | 驻泰国（兼缅甸）大使馆 （页面存档备份，存于）           | 由泰国大使兼任                                 |
| 土耳其       | 安卡拉             | 大使馆             | 阿根廷－土耳其关系     | 驻土耳其大使馆 （页面存档备份，存于）                   |                                                |
| 土耳其       | 伊斯坦布尔         | 总领事馆和推广中心 | 阿根廷－土耳其关系     | 驻伊斯坦布尔总领事馆 （页面存档备份，存于）             |                                                |
|              | 土耳其安卡拉       | 大使馆             |                        | 驻土耳其（兼格鲁吉亚）大使馆 （页面存档备份，存于）     | 由土耳其大使兼任                               |
| 阿联酋       | 阿布扎比           | 大使馆             |                        | 驻阿拉伯联合酋长国大使馆 （页面存档备份，存于）         |                                                |
| 越南         | 河内               | 大使馆             |                        | 驻越南大使馆 （页面存档备份，存于）                     |                                                |
| 巴勒斯坦     | 拉姆安拉           | 代表处             | 阿根廷－巴勒斯坦关系   | 驻巴勒斯坦代表处 （页面存档备份，存于）                 |                                                |

### 欧洲
| 国家         | 所在城市            | 外交等级           | 双边关系               | 网站                                                    | 备注                     |
| ------------ | ------------------- | ------------------ | ---------------------- | ------------------------------------------------------- | ------------------------ |
| 奥地利       | 维也纳              | 大使馆             | 阿根廷－奥地利关系     | 驻奥地利大使馆 （页面存档备份，存于）                   |                          |
| 斯洛維尼亞   | 奥地利维也纳        | 大使馆             | 阿根廷－斯洛文尼亚关系 | 驻奥地利（兼斯洛文尼亚）大使馆 （页面存档备份，存于）   | 由奥地利大使兼任         |
| 斯洛伐克     | 奥地利维也纳        | 大使馆             |                        | 驻奥地利（兼斯洛伐克）大使馆 （页面存档备份，存于）     | 由奥地利大使兼任         |
| 比利时       | 布鲁塞尔            | 大使馆             |                        | 驻比利时大使馆 （页面存档备份，存于）                   |                          |
| 盧森堡       | 比利时布鲁塞尔      | 大使馆             |                        | 驻比利时（兼卢森堡）大使馆 （页面存档备份，存于）       | 由比利时大使兼任         |
| 保加利亚     | 索菲亞              | 大使馆             |                        | 驻保加利亚大使馆 （页面存档备份，存于）                 |                          |
| 北馬其頓     | 保加利亚索菲亞      | 大使馆             |                        | 驻保加利亚（兼北马其顿）大使馆 （页面存档备份，存于）   | 由保加利亚大使兼任       |
| 捷克         | 布拉格              | 大使馆             |                        | 驻捷克大使馆 （页面存档备份，存于）                     |                          |
| 丹麦         | 哥本哈根            | 大使馆             |                        | 驻丹麦大使馆 （页面存档备份，存于）                     |                          |
| 芬兰         | 赫尔辛基            | 大使馆             | 阿根廷－芬兰关系       | 驻芬兰大使馆 （页面存档备份，存于）                     |                          |
| 爱沙尼亚     | 芬兰赫尔辛基        | 大使馆             |                        | 驻芬兰（兼爱沙尼亚）大使馆 （页面存档备份，存于）       | 由芬兰大使兼任           |
| 拉脫維亞     | 芬兰赫尔辛基        | 大使馆             |                        | 驻芬兰（兼拉脱维亚）大使馆 （页面存档备份，存于）       | 由芬兰大使兼任           |
| 法國         | 巴黎                | 大使馆             | 阿根廷－法国关系       | 驻法国大使馆 （页面存档备份，存于）                     | 阿根廷驻法国大使列表     |
| 摩納哥       | 法国巴黎            | 大使馆             |                        | 驻法国（兼摩纳哥）大使馆 （页面存档备份，存于）         | 由法国大使兼任           |
| 德国         | 柏林                | 大使馆             | 阿根廷－德国关系       | 驻德国大使馆 （页面存档备份，存于）                     | 阿根廷驻德国大使列表     |
| 德国         | 波恩                | 领事馆             | 阿根廷－德国关系       | 驻波恩领事馆 （页面存档备份，存于）                     |                          |
| 德国         | 法兰克福            | 总领事馆           | 阿根廷－德国关系       | 驻法兰克福领事馆 （页面存档备份，存于）                 |                          |
| 德国         | 汉堡                | 领事馆             | 阿根廷－德国关系       | 驻汉堡领事馆 （页面存档备份，存于）                     |                          |
| 希腊         | 雅典                | 大使馆             | 阿根廷－希腊关系       | 驻希腊大使馆 （页面存档备份，存于）                     |                          |
| 聖座         | 罗马                | 大使馆             | 阿根廷－圣座关系       | 驻圣座大使馆 （页面存档备份，存于）                     | 阿根廷驻圣座大使列表     |
| 馬爾他騎士團 | 罗马                | 大使馆             |                        | 驻圣座（兼马耳他骑士团）大使馆 （页面存档备份，存于）   | 主权实体，由圣座大使兼任 |
| 匈牙利       | 布达佩斯            | 大使馆             | 阿根廷－匈牙利关系     | 驻匈牙利大使馆 （页面存档备份，存于）                   |                          |
|              | 匈牙利布达佩斯      | 大使馆             |                        | 驻匈牙利（兼波黑）大使馆 （页面存档备份，存于）         | 由匈牙利大使兼任         |
|              | 匈牙利布达佩斯      | 大使馆             | 阿根廷－克罗地亚关系   | 驻匈牙利（兼克罗地亚）大使馆 （页面存档备份，存于）     | 由匈牙利大使兼任         |
| 愛爾蘭       | 都柏林              | 大使馆             | 阿根廷－爱尔兰关系     | 驻爱尔兰大使馆 （页面存档备份，存于）                   |                          |
| 義大利       | 罗马                | 大使馆             | 阿根廷－意大利关系     | 驻意大利大使馆 （页面存档备份，存于）                   | 阿根廷驻意大利大使列表   |
| 義大利       | 罗马                | 总领事馆           | 阿根廷－意大利关系     | 驻罗马总领事馆 （页面存档备份，存于）                   |                          |
| 義大利       | 米兰                | 总领事馆           | 阿根廷－意大利关系     | 驻米兰总领事馆 （页面存档备份，存于）                   |                          |
| 阿尔巴尼亚   | 意大利罗马          | 大使馆             |                        | 驻意大利（兼阿尔巴尼亚）大使馆 （页面存档备份，存于）   | 由意大利大使兼任         |
| 馬爾他       | 意大利罗马          | 大使馆             |                        | 驻意大利（兼马耳他）大使馆 （页面存档备份，存于）       | 由意大利大使兼任         |
| 圣马力诺     | 意大利罗马          | 大使馆             |                        | 驻意大利（兼圣马力诺）大使馆 （页面存档备份，存于）     | 由意大利大使兼任         |
| 荷蘭         | 海牙                | 大使馆             |                        | 驻荷兰大使馆 （页面存档备份，存于）                     |                          |
| 挪威         | 奥斯陆              | 大使馆             |                        | 驻挪威大使馆 （页面存档备份，存于）                     |                          |
| 冰島         | 挪威奥斯陆          | 大使馆             |                        | 驻挪威（兼冰岛）大使馆 （页面存档备份，存于）           | 由挪威大使兼任           |
| 波蘭         | 华沙                | 大使馆             | 阿根廷－波兰关系       | 驻波兰大使馆 （页面存档备份，存于）                     | 阿根廷驻波兰大使列表     |
| 立陶宛       | 波兰华沙            | 大使馆             |                        | 驻波兰（兼立陶宛）大使馆 （页面存档备份，存于）         | 由驻波兰大使渐热         |
| 葡萄牙       | 里斯本              | 大使馆             | 阿根廷－葡萄牙关系     | 驻葡萄牙大使馆 （页面存档备份，存于）                   |                          |
|              | 葡萄牙里斯本        | 大使馆             |                        | 驻葡萄牙（兼佛得角）大使馆 （页面存档备份，存于）       | 由葡萄牙大使兼任         |
| 羅馬尼亞     | 布加勒斯特          | 大使馆             | 阿根廷－罗马尼亚关系   | 驻罗马尼亚大使馆 （页面存档备份，存于）                 |                          |
| 摩尔多瓦     | 罗马尼亚布加勒斯特  | 大使馆             |                        | 驻罗马尼亚（兼摩尔多瓦）大使馆 （页面存档备份，存于）   | 由罗马尼亚大使兼任       |
| 俄羅斯       | 莫斯科              | 大使馆             | 阿根廷－俄罗斯关系     | 驻俄罗斯大使馆 （页面存档备份，存于）                   | 阿根廷驻俄罗斯大使列表   |
| 白俄羅斯     | 俄罗斯莫斯科        | 大使馆             |                        | 驻俄罗斯（兼白俄罗斯）大使馆 （页面存档备份，存于）     | 由驻俄罗斯大使兼任       |
|              | 俄罗斯莫斯科        | 大使馆             |                        | 驻俄罗斯（兼哈萨克斯坦）大使馆 （页面存档备份，存于）   | 由驻俄罗斯大使兼任       |
|              | 俄罗斯莫斯科        | 大使馆             |                        | 驻俄罗斯（兼吉尔吉斯斯坦）大使馆 （页面存档备份，存于） | 由驻俄罗斯大使兼任       |
|              | 俄罗斯莫斯科        | 大使馆             |                        | 驻俄罗斯（兼土库曼斯坦）大使馆 （页面存档备份，存于）   | 由驻俄罗斯大使兼任       |
|              | 俄罗斯莫斯科        | 大使馆             |                        | 驻俄罗斯（兼乌兹别克斯坦）大使馆 （页面存档备份，存于） | 由驻俄罗斯大使兼任       |
| 塞爾維亞     | 贝尔格莱德          | 大使馆             | 阿根廷－塞尔维亚关系   | 驻塞尔维亚大使馆 （页面存档备份，存于）                 |                          |
| 蒙特內哥羅   | 塞尔维亚贝尔格莱德  | 大使馆             | 阿根廷－黑山关系       | 驻塞尔维亚（兼黑山）大使馆 （页面存档备份，存于）       | 由塞尔维亚大使兼任       |
| 西班牙       | 马德里              | 大使馆             | 阿根廷－西班牙关系     | 驻西班牙大使馆 （页面存档备份，存于）                   | 阿根廷驻西班牙大使列表   |
| 西班牙       | 马德里              | 总领事馆           | 阿根廷－西班牙关系     | 驻马德里总领事馆 （页面存档备份，存于）                 |                          |
| 西班牙       | 巴塞罗那            | 总领事馆和推广中心 | 阿根廷－西班牙关系     | 驻巴塞罗那总领事馆 （页面存档备份，存于）               |                          |
| 西班牙       | 加的斯              | 领事馆             | 阿根廷－西班牙关系     | 驻加的斯领事馆 （页面存档备份，存于）                   |                          |
| 西班牙       | 帕爾馬              | 领事馆             | 阿根廷－西班牙关系     | 驻帕尔马领事馆 （页面存档备份，存于）                   |                          |
| 西班牙       | 圣克鲁斯-德特内里费 | 领事馆             | 阿根廷－西班牙关系     | 驻特内里费领事馆 （页面存档备份，存于）                 |                          |
| 西班牙       | 維戈                | 总领事馆           | 阿根廷－西班牙关系     | 驻维戈总领事馆 （页面存档备份，存于）                   |                          |
| 安道尔       | 西班牙马德里        | 大使馆             | 阿根廷－安道尔关系     | 驻西班牙（兼安道尔）大使馆 （页面存档备份，存于）       | 由驻西班牙大使兼任       |
| 瑞典         | 斯德哥尔摩          | 大使馆             | 阿根廷－瑞典关系       | 驻瑞典大使馆 （页面存档备份，存于）                     |                          |
| 瑞士         | 伯尔尼              | 大使馆             | 阿根廷－瑞士关系       | 驻瑞士大使馆 （页面存档备份，存于）                     |                          |
| 列支敦斯登   | 瑞士伯尔尼          | 大使馆             |                        | 驻瑞士（兼列支敦斯登）大使馆 （页面存档备份，存于）     | 由瑞士大使兼任           |
| 乌克兰       | 基辅                | 大使馆             | 阿根廷－乌克兰关系     | 驻乌克兰大使馆 （页面存档备份，存于）                   |                          |
| 英国         | 伦敦                | 大使馆             | 阿根廷－英国关系       | 驻英国大使馆 （页面存档备份，存于）                     | 阿根廷驻英国大使列表     |
| 英国         | 伦敦                | 总领事馆           | 阿根廷－英国关系       | 驻伦敦总领事馆 （页面存档备份，存于）                   |                          |

### 大洋洲
| 国家             | 所在城市       | 外交使馆等级                          | 双边关系             | 网站                                                        | 备注               |
| ---------------- | -------------- | ------------------------------------- | -------------------- | ----------------------------------------------------------- | ------------------ |
|                  | 堪培拉         | 大使馆                                | 阿根廷－澳大利亚关系 | 驻澳大利亚大使馆 （页面存档备份，存于）                     |                    |
| 悉尼             | 总领事馆       | 驻悉尼总领事馆 （页面存档备份，存于） | 阿根廷－澳大利亚关系 |                                                             |                    |
| 斐济             | 澳大利亚堪培拉 | 大使馆                                |                      | 驻澳大利亚（兼斐济）大使馆 （页面存档备份，存于）           | 由澳大利亚大使兼任 |
|                  | 澳大利亚堪培拉 | 大使馆                                |                      | 驻澳大利亚（兼巴布亚新几内亚）大使馆 （页面存档备份，存于） | 由澳大利亚大使兼任 |
| 所罗门群岛       | 澳大利亚堪培拉 | 大使馆                                |                      | 驻澳大利亚（兼所罗门群岛）大使馆 （页面存档备份，存于）     | 由澳大利亚大使兼任 |
|                  | 澳大利亚堪培拉 | 大使馆                                |                      | 驻澳大利亚（兼瓦努阿图）大使馆 （页面存档备份，存于）       | 由澳大利亚大使兼任 |
| 新西兰           | 惠灵顿         | 大使馆                                | 阿根廷－新西兰关系   | 驻新西兰大使馆 （页面存档备份，存于）                       |                    |
| 萨摩亚           | 新西兰惠灵顿   | 大使馆                                |                      | 驻新西兰（兼萨摩亚）大使馆 （页面存档备份，存于）           | 由新西兰大使兼任   |
| 马绍尔群岛       | 日本东京       | 大使馆                                |                      | 驻日本（兼马绍尔群岛）大使馆 （页面存档备份，存于）         | 由日本大使兼任     |
| 密克羅尼西亞聯邦 | 日本东京       | 大使馆                                |                      | 驻日本（兼密克隆内西亚联邦）大使馆 （页面存档备份，存于）   | 由日本大使兼任     |

### 国际和地区联盟
| 组织                       | 国家       | 所在城市           | 外交等级     | 双边关系         | 网站                                                              | 备注                           |
| -------------------------- | ---------- | ------------------ | ------------ | ---------------- | ----------------------------------------------------------------- | ------------------------------ |
| 欧洲联盟                   | 比利时     | 布鲁塞尔           | 使团         | 阿根廷－欧盟关系 | 驻欧盟使团 （页面存档备份，存于）                                 | 阿根廷驻欧盟大使列表           |
| 联合国粮食及农业组织       | 意大利     | 罗马               | 常驻代表团   |                  | 驻联合国粮食及农业组织常驻代表团 （页面存档备份，存于）           |                                |
| 国际农业发展基金           | 意大利     | 罗马               | 常驻代表团   |                  | 驻联合国粮食及农业组织常驻代表团 （页面存档备份，存于）           |                                |
| 世界粮食计划署             | 意大利     | 罗马               | 常驻代表团   |                  | 驻联合国粮食及农业组织常驻代表团 （页面存档备份，存于）           |                                |
| 南方共同市场               | 乌拉圭     | 蒙得维的亚         | 常驻代表团   |                  | 驻南方共同市场与拉丁美洲一体化协会常驻使团 （页面存档备份，存于） |                                |
| 拉丁美洲一体化协会         | 乌拉圭     | 蒙得维的亚         | 常驻代表团   |                  | 驻南方共同市场与拉丁美洲一体化协会常驻使团 （页面存档备份，存于） |                                |
| 美洲国家组织               | 美国       | 华盛顿哥伦比亚特区 | 常驻代表团   |                  | 驻美洲国家组织常驻代表团 （页面存档备份，存于）                   | 阿根廷常驻美洲国家组织代表     |
| 聯合國教科文組織           | 法国       | 巴黎               | 常驻代表团   |                  | 驻联合国科教文组织常驻代表团 （页面存档备份，存于）               | 阿根廷常驻联合国教科文组织代表 |
| 联合国                     | 美国       | 纽约               | 常驻代表团   |                  | 驻联合国常驻代表团 （页面存档备份，存于）                         | 阿根廷常驻联合国代表列表       |
| 联合国                     | 瑞士       | 日内瓦             | 常驻代表团   |                  | 常驻日内瓦国际组织代表团 （页面存档备份，存于）                   |                                |
| 联合国                     | 奥地利     | 维也纳             |              |                  |                                                                   | 由奥地利大使兼任               |
| 世界贸易组织               | 瑞士       | 日内瓦             |              |                  | 常驻日内瓦国际组织代表团 （页面存档备份，存于）                   |                                |
| 非洲联盟                   | 肯尼亚     | 内罗毕             | 观察员代表团 |                  |                                                                   |                                |
| 联合国环境署               | 肯尼亚     | 内罗毕             | 常驻代表团   |                  |                                                                   |                                |
| 联合国人居署               | 肯尼亚     | 内罗毕             | 常驻代表团   |                  |                                                                   |                                |
| 国际原子能机构             | 奥地利     | 维也纳             |              |                  |                                                                   | 由奥地利大使兼任               |
| 联合国工业发展组织         | 奥地利     | 维也纳             |              |                  |                                                                   | 由奥地利大使兼任               |
| 联合国毒品和犯罪问题办公室 | 奥地利     | 维也纳             |              |                  |                                                                   | 由奥地利大使兼任               |
| 禁止化学武器组织           | 荷兰       | 海牙               |              |                  |                                                                   | 由荷兰大使兼任                 |
| 东南亚国家联盟             | 印度尼西亚 | 雅加达             |              |                  |                                                                   | 由印尼大使兼任                 |
| 国际海事组织               | 英国       | 伦敦               |              |                  |                                                                   | 由英国大使兼任                 |

## 已关闭的机构

### 非洲
| 国家     | 所在城市     | 外交等级 | 关闭年份 | 备注 | 来源   |
| -------- | ------------ | -------- | -------- | ---- | ------ |
| 加彭     | 利伯维尔     | 大使馆   | 1993     |      | :77    |
|          | 阿克拉       | 大使馆   | 1968     |      | :51    |
|          | 阿比让       | 大使馆   | 1991     |      | :77    |
| 利比里亚 | 蒙罗维亚     | 大使馆   | 1977     |      | :51    |
| 坦桑尼亚 | 达累斯萨拉姆 | 大使馆   | 1991     |      | :77    |
| [ 註 3 ] | 金沙萨       | 大使馆   | 1992     |      | :77    |
| 辛巴威   | 哈拉雷       | 大使馆   | 2002     |      | [ 12 ] |

### 美洲
| 国家     | 所在城市   | 外交等级 | 关闭年份 | 备注 | 来源   |
| -------- | ---------- | -------- | -------- | ---- | ------ |
| 智利     | 阿里卡     | 领事馆   | 1990年   |      | [ 13 ] |
| 圣卢西亚 | 卡斯特里   | 大使馆   | 2019年   |      | [ 14 ] |
| 苏里南   | 帕拉马里博 | 大使馆   | 2019年   |      | [ 15 ] |
| 美国     | 巴尔的摩   | 领事馆   | 1990年   |      | [ 16 ] |
| 乌拉圭   | 东角城     | 领事馆   | 1990年   |      | [ 17 ] |

### 亚洲
| 国家     | 所在城市 | 外交等级 | 关闭年份 | 备注                     | 来源   |
| -------- | -------- | -------- | -------- | ------------------------ | ------ |
| 伊拉克   | 巴格达   | 大使馆   | 1992年   |                          | [ 18 ] |
| 中華民國 | 台北     | 大使馆   | 1972年   | 阿根廷驻中華民國大使列表 | [ 19 ] |

### 欧洲
| 国家 | 所在城市 | 外交等级 | 关闭年份 | 备注                             | 来源   |
| ---- | -------- | -------- | -------- | -------------------------------- | ------ |
| 东德 | 东柏林   | 大使馆   | 1990年   | 阿根廷驻德意志民主共和国大使列表 | [ 20 ] |

## 图廊

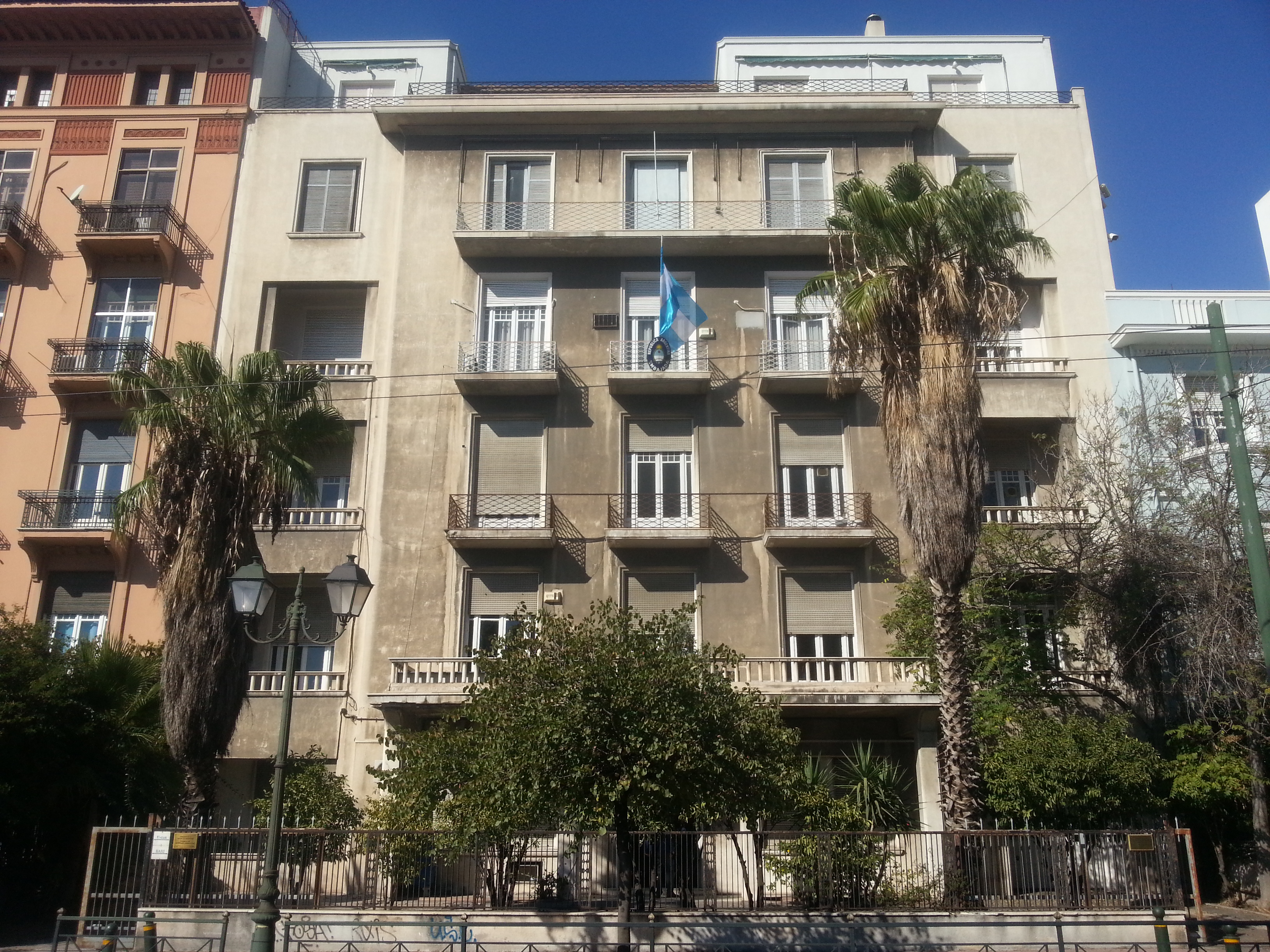
驻希腊大使馆（英语：Embassy of Argentina, Washington, D.C.）
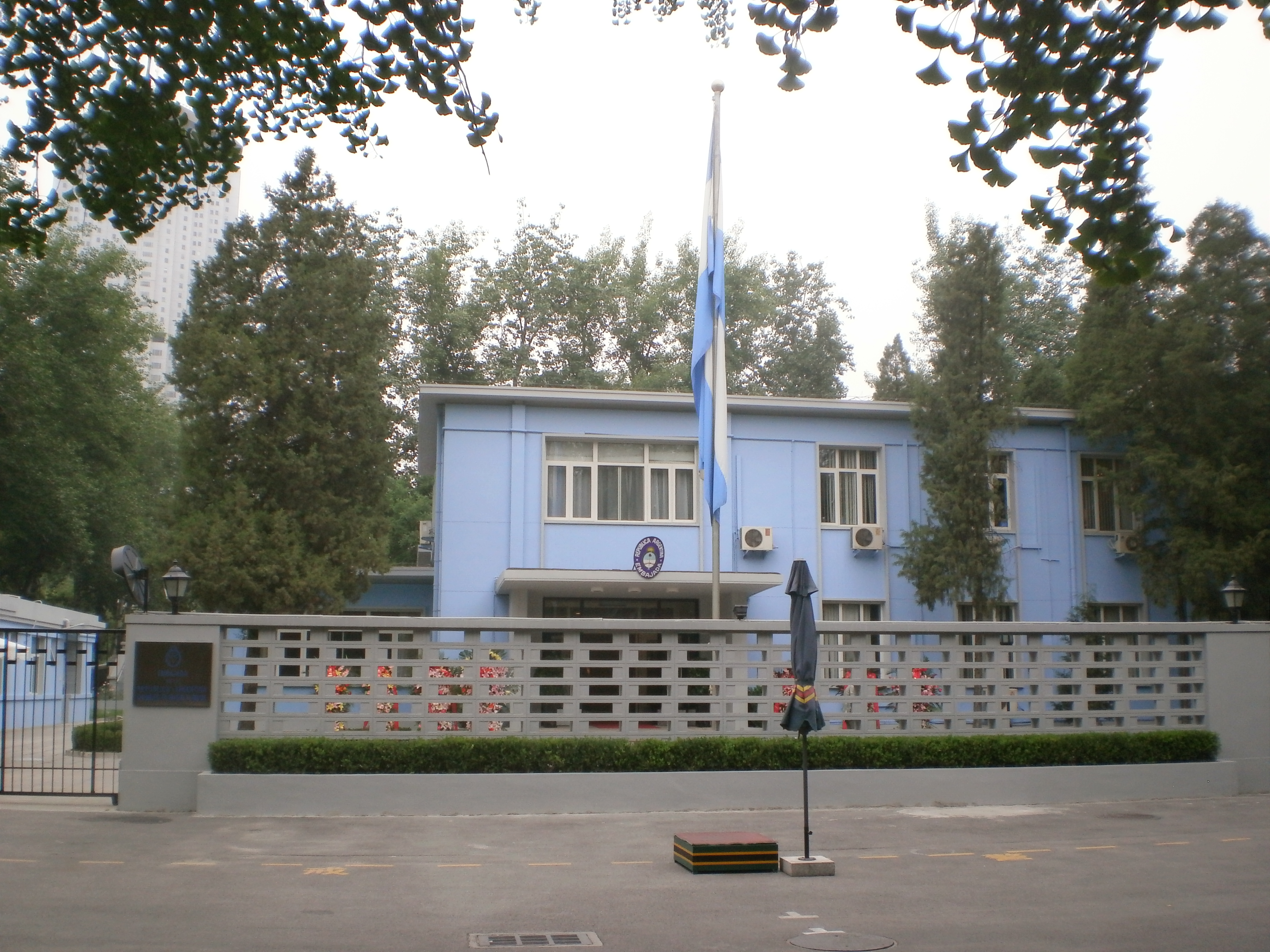
驻华大使馆
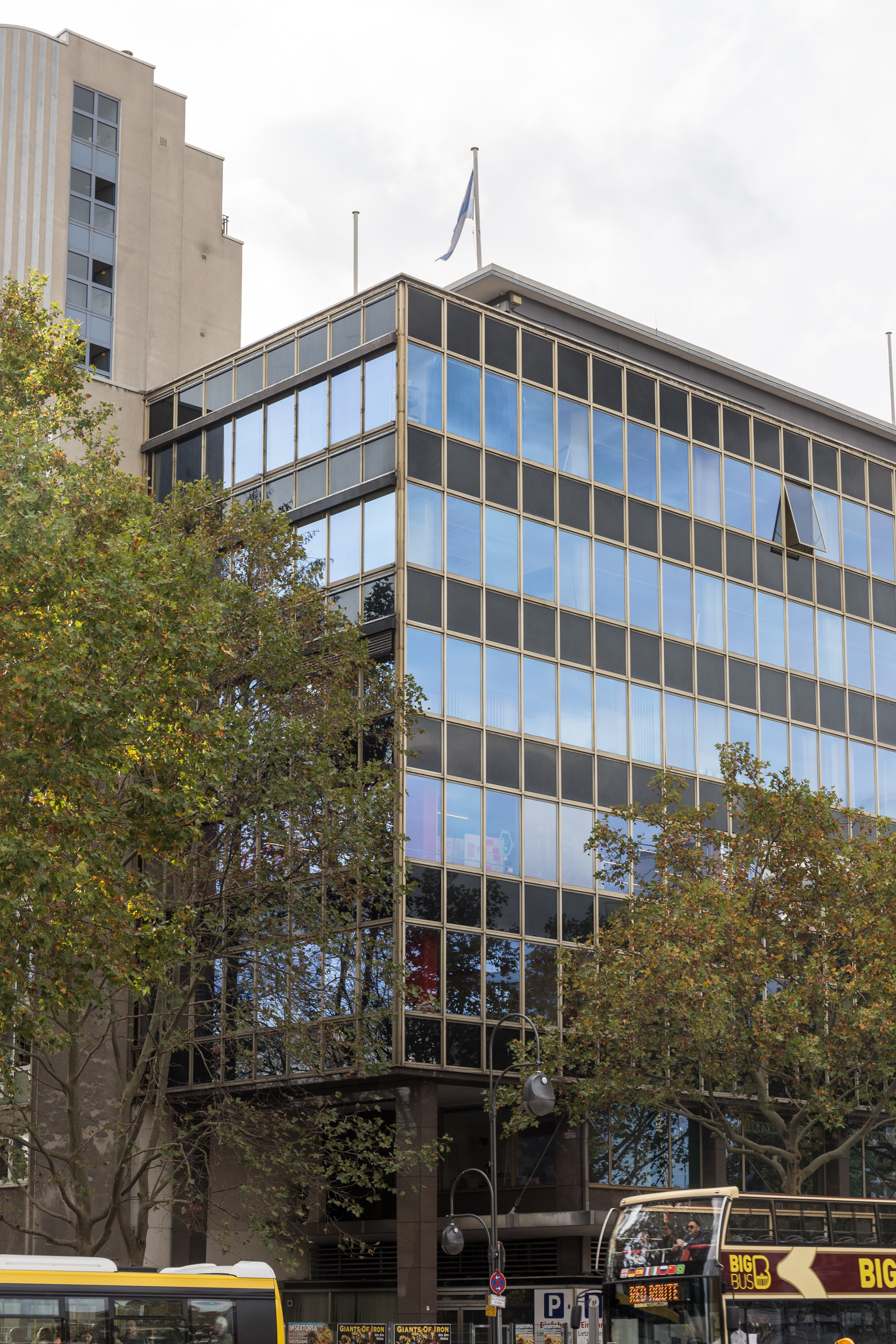
驻德国大使馆
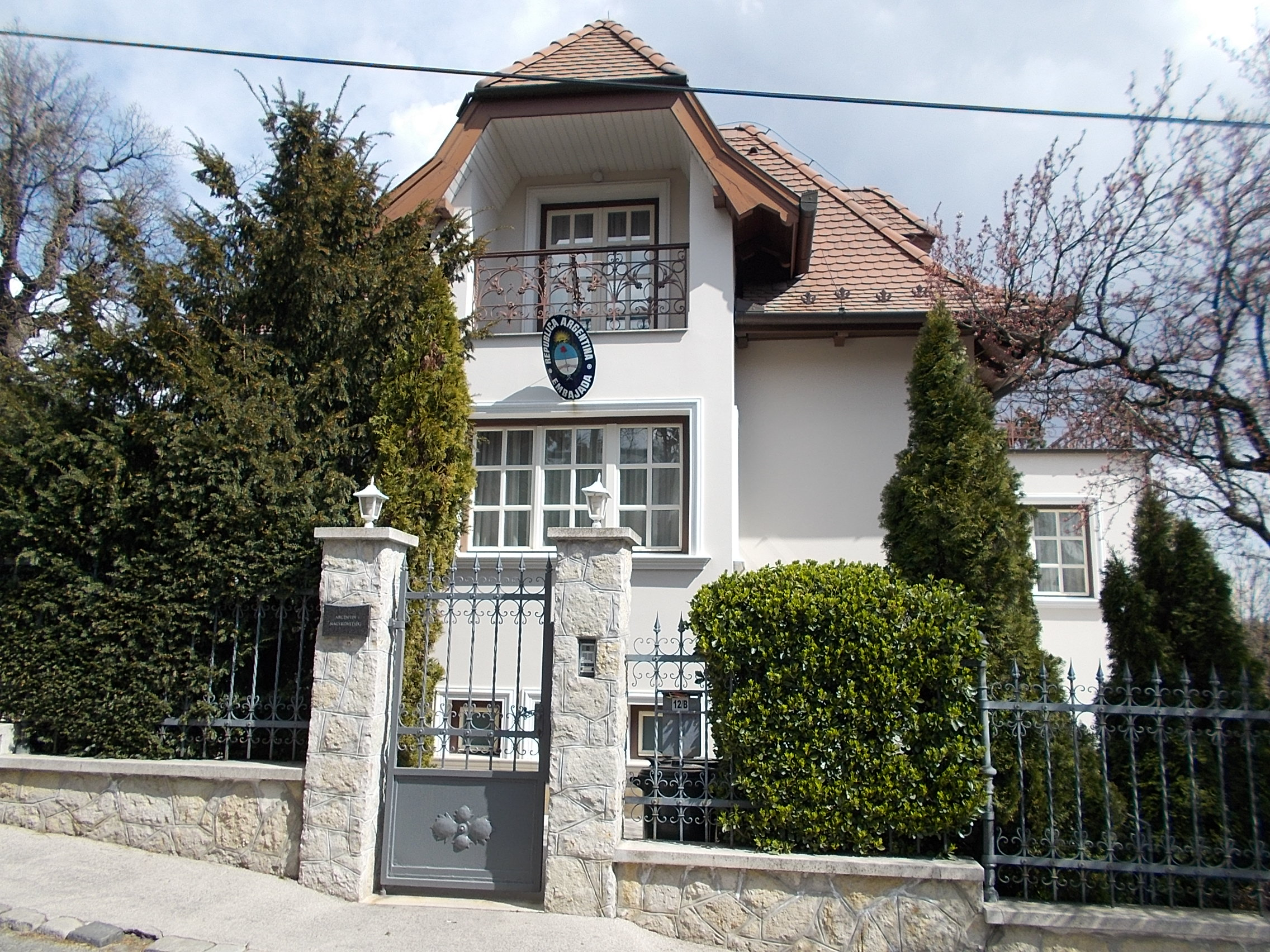
驻伯尔尼大使馆官邸
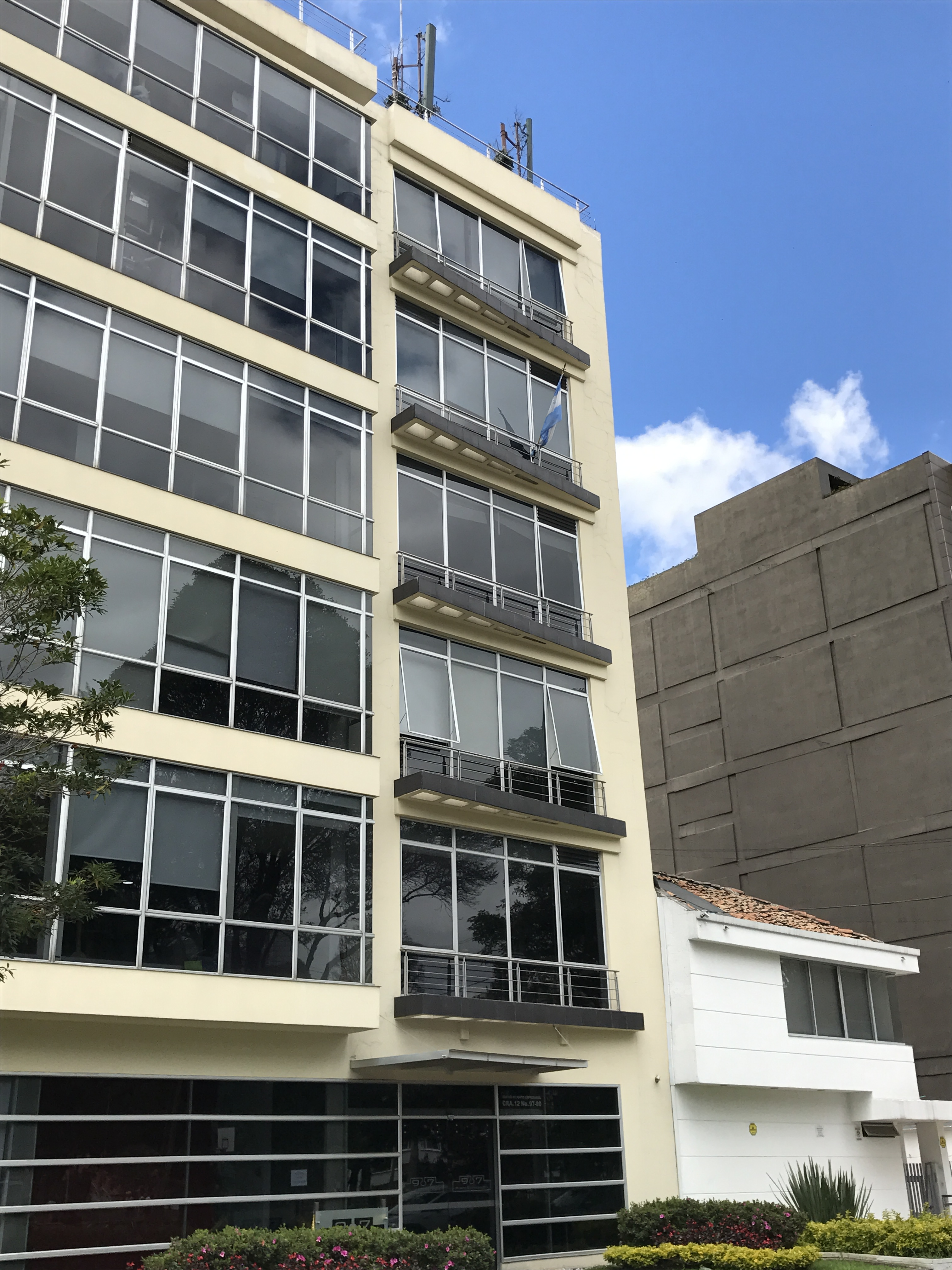
驻波哥大大使馆
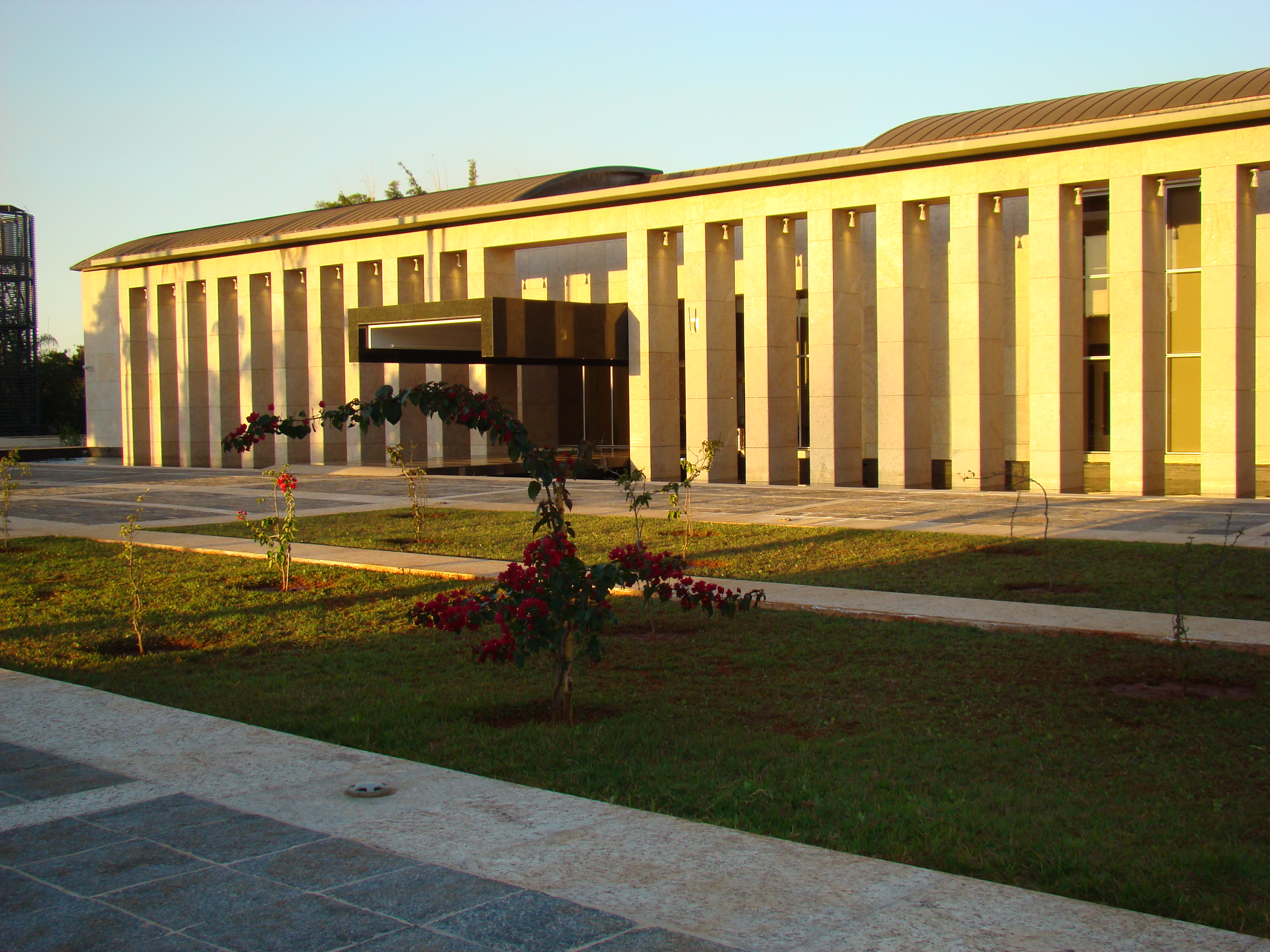
驻巴西利亚大使馆
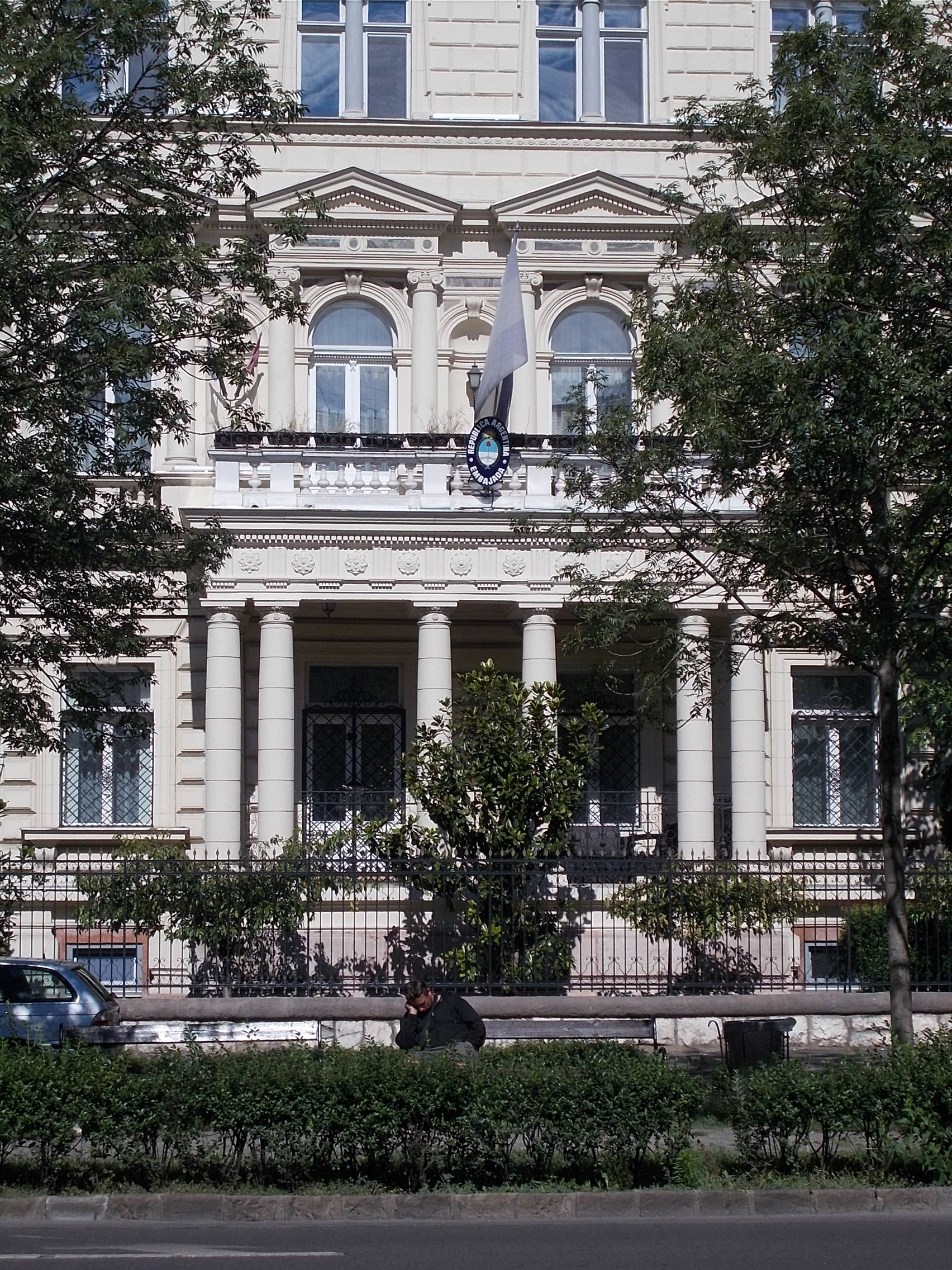
驻布达佩斯大使馆
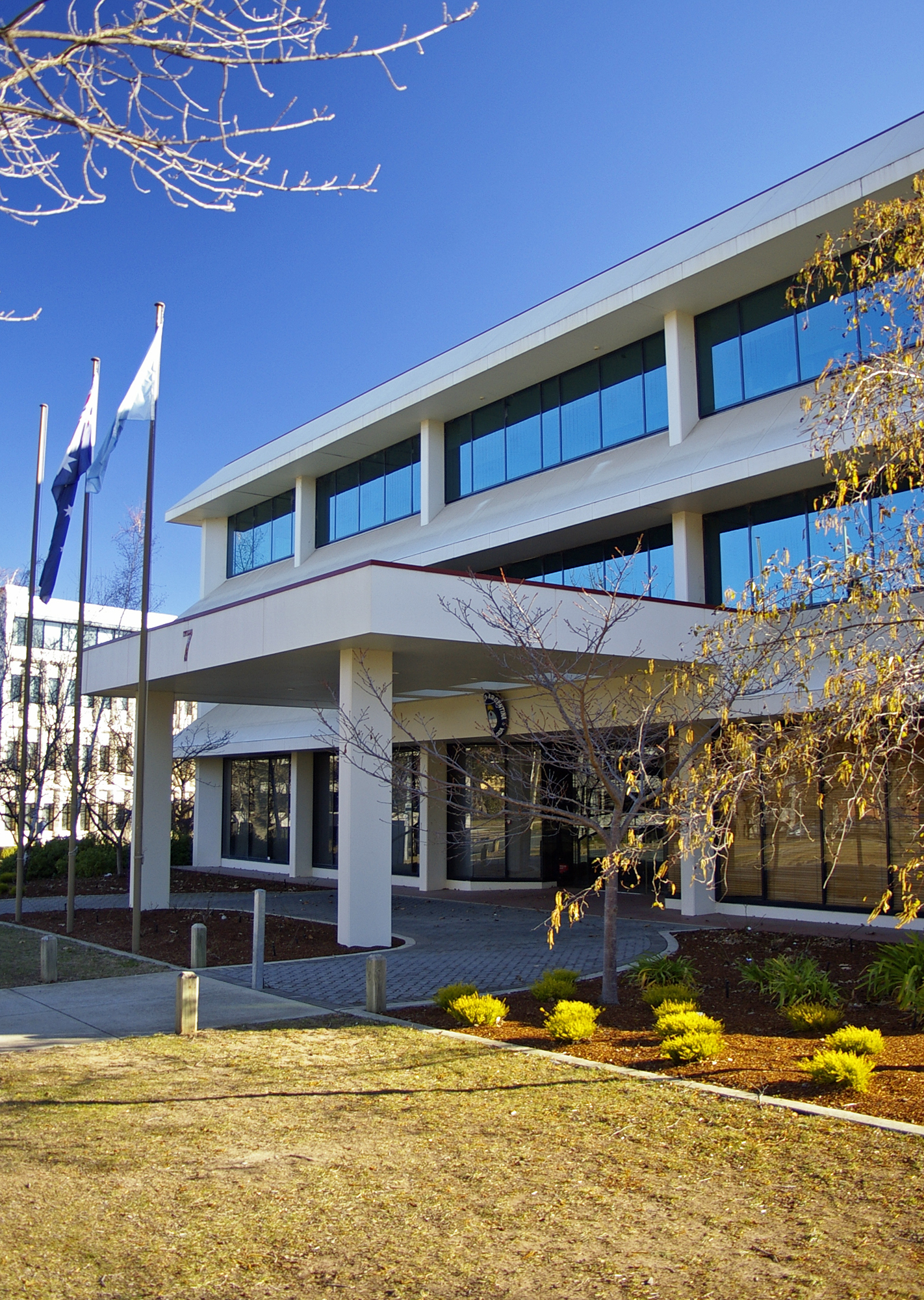
驻堪培拉大使馆
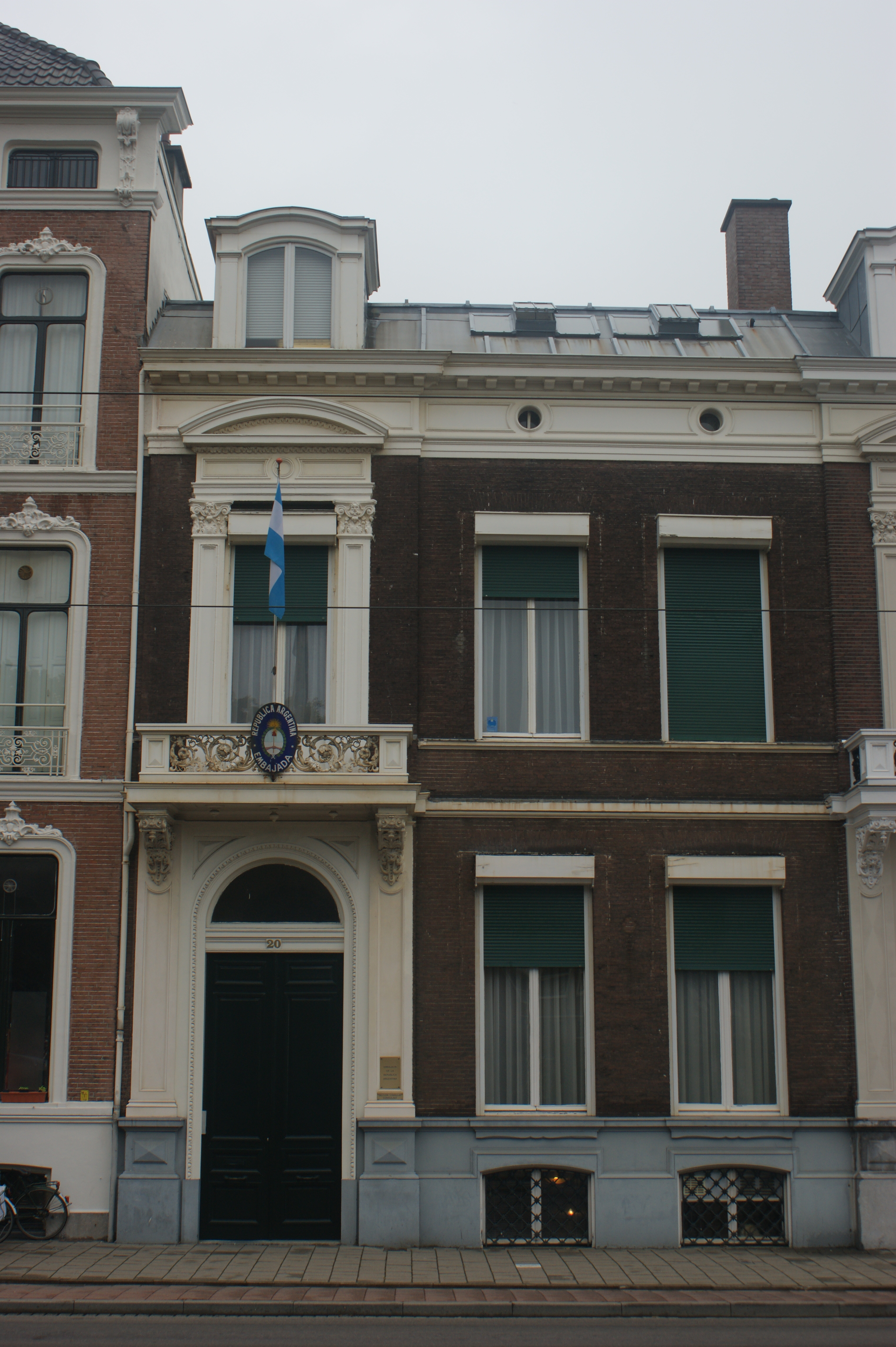
驻海牙大使馆
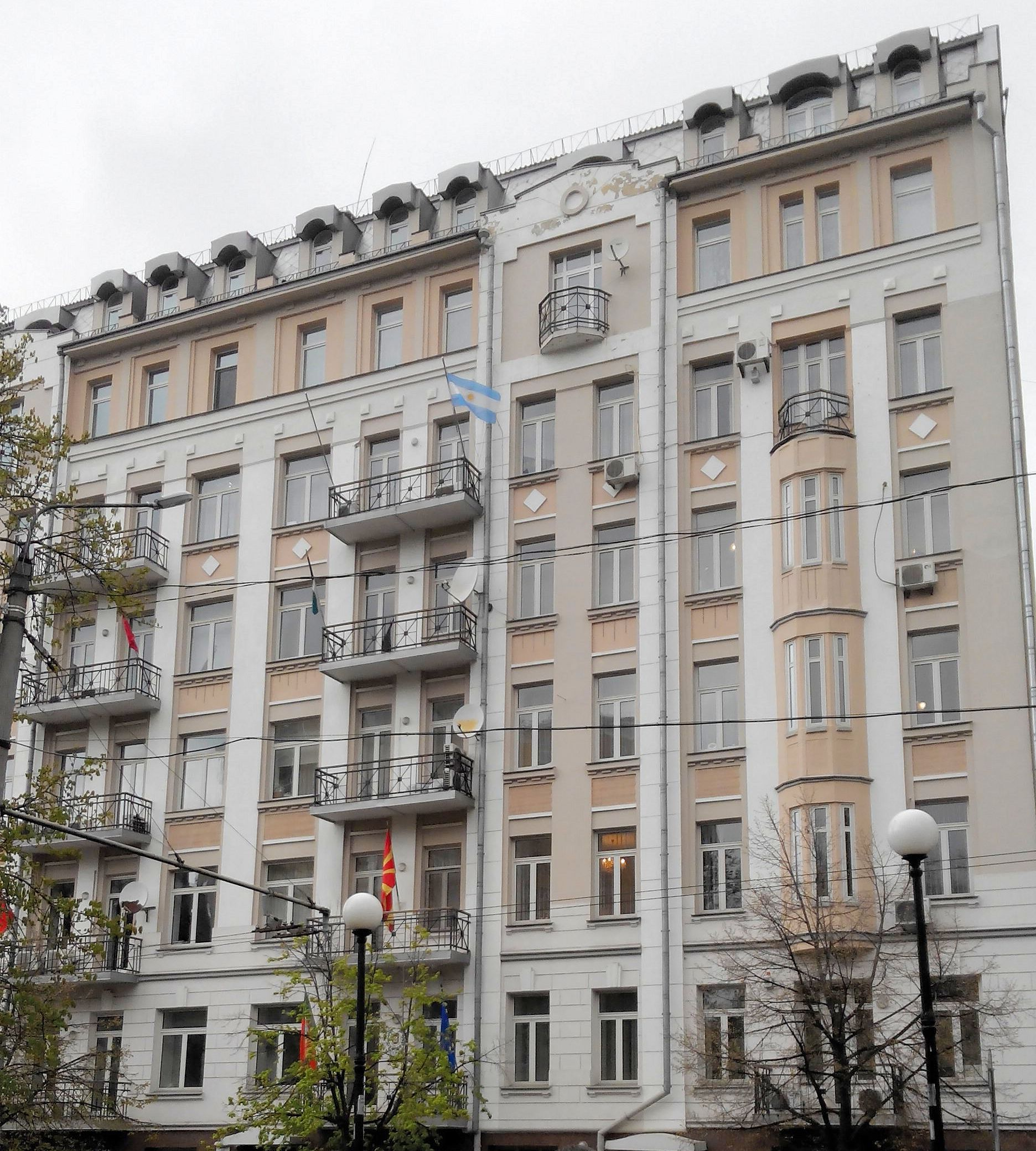
驻基辅大使馆
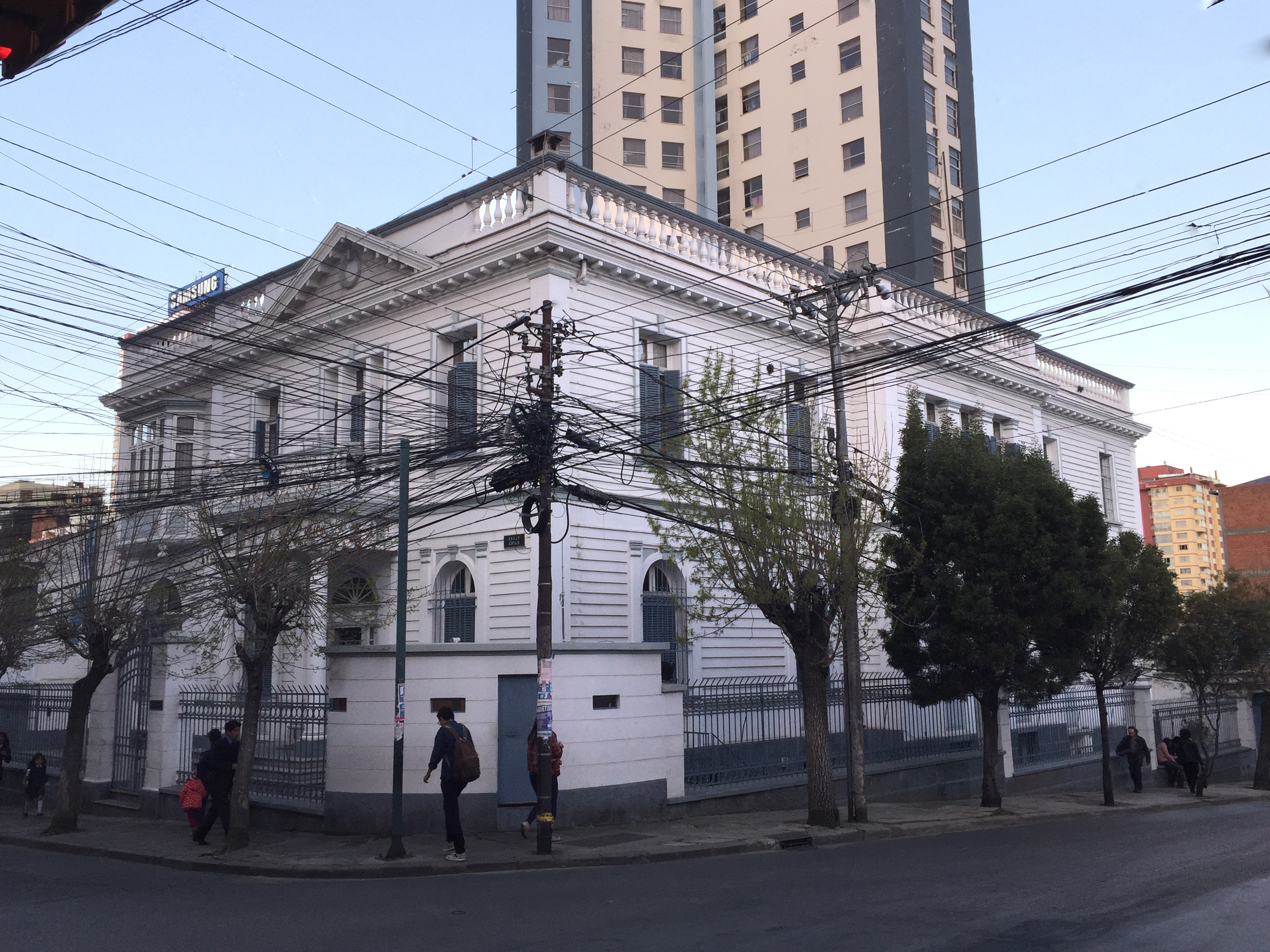
驻拉巴斯大使馆
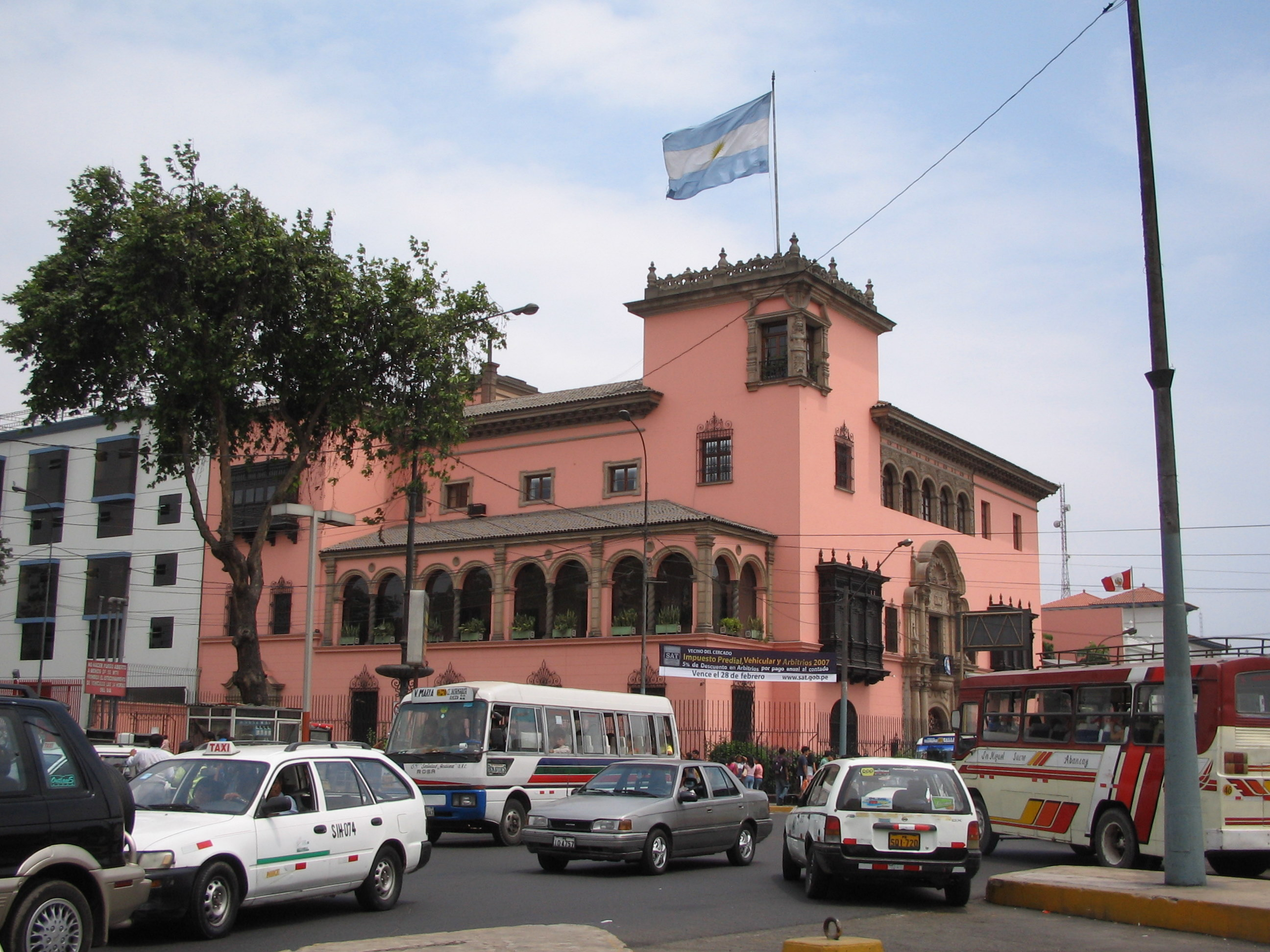
驻利马大使馆
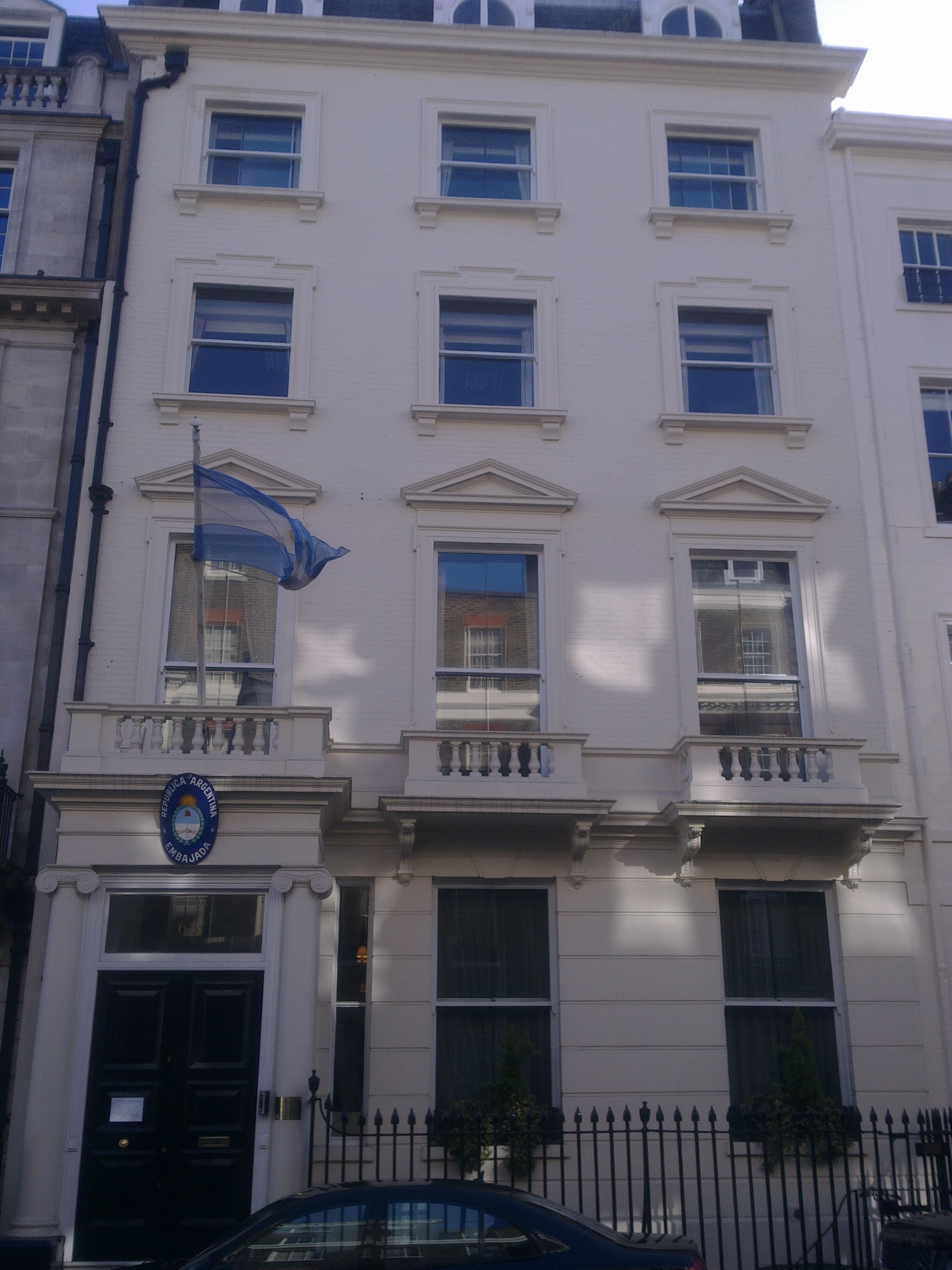
驻英国大使馆（英语：Embassy of Argentina, Islamabad）
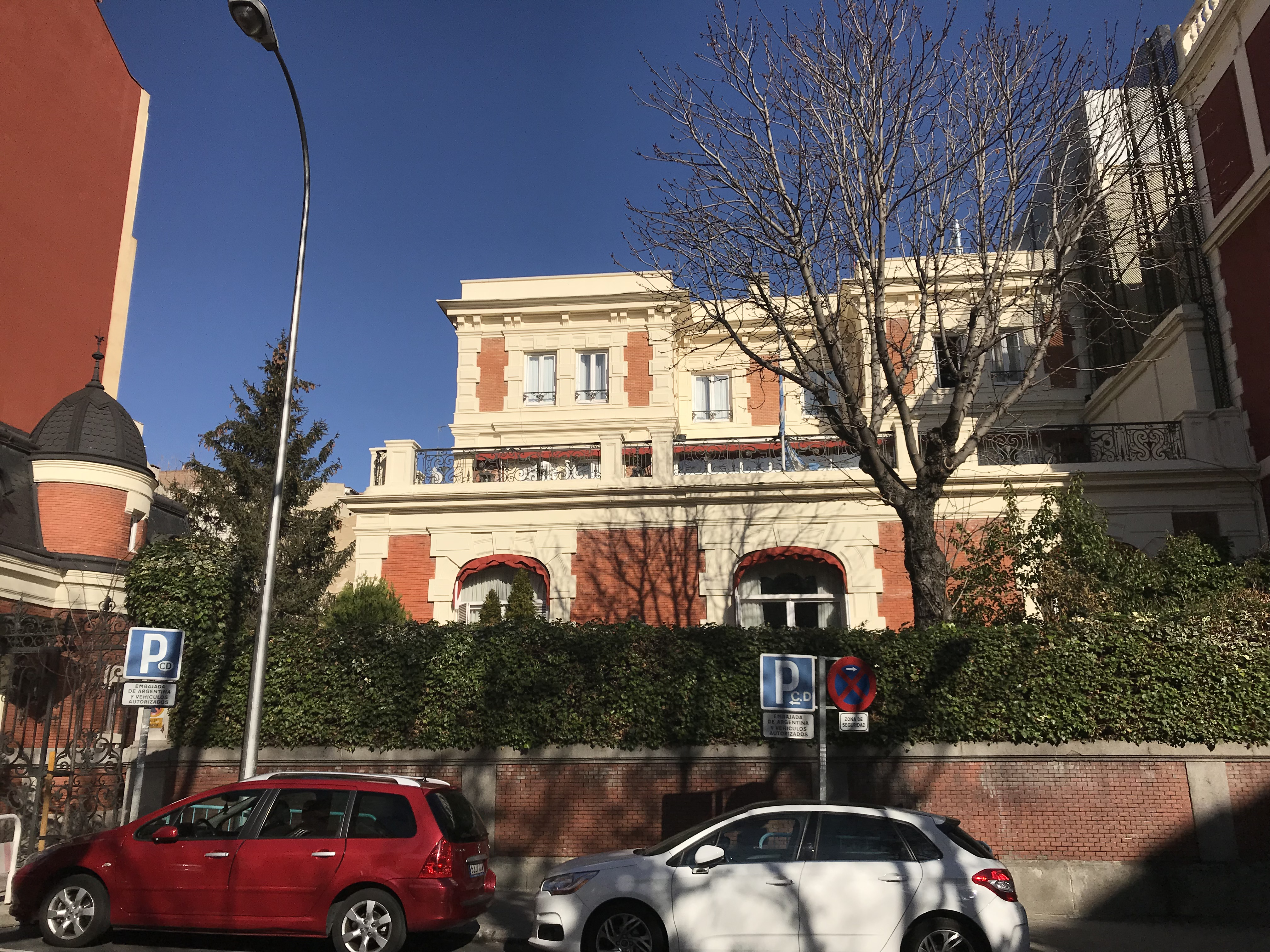
驻马德里大使馆
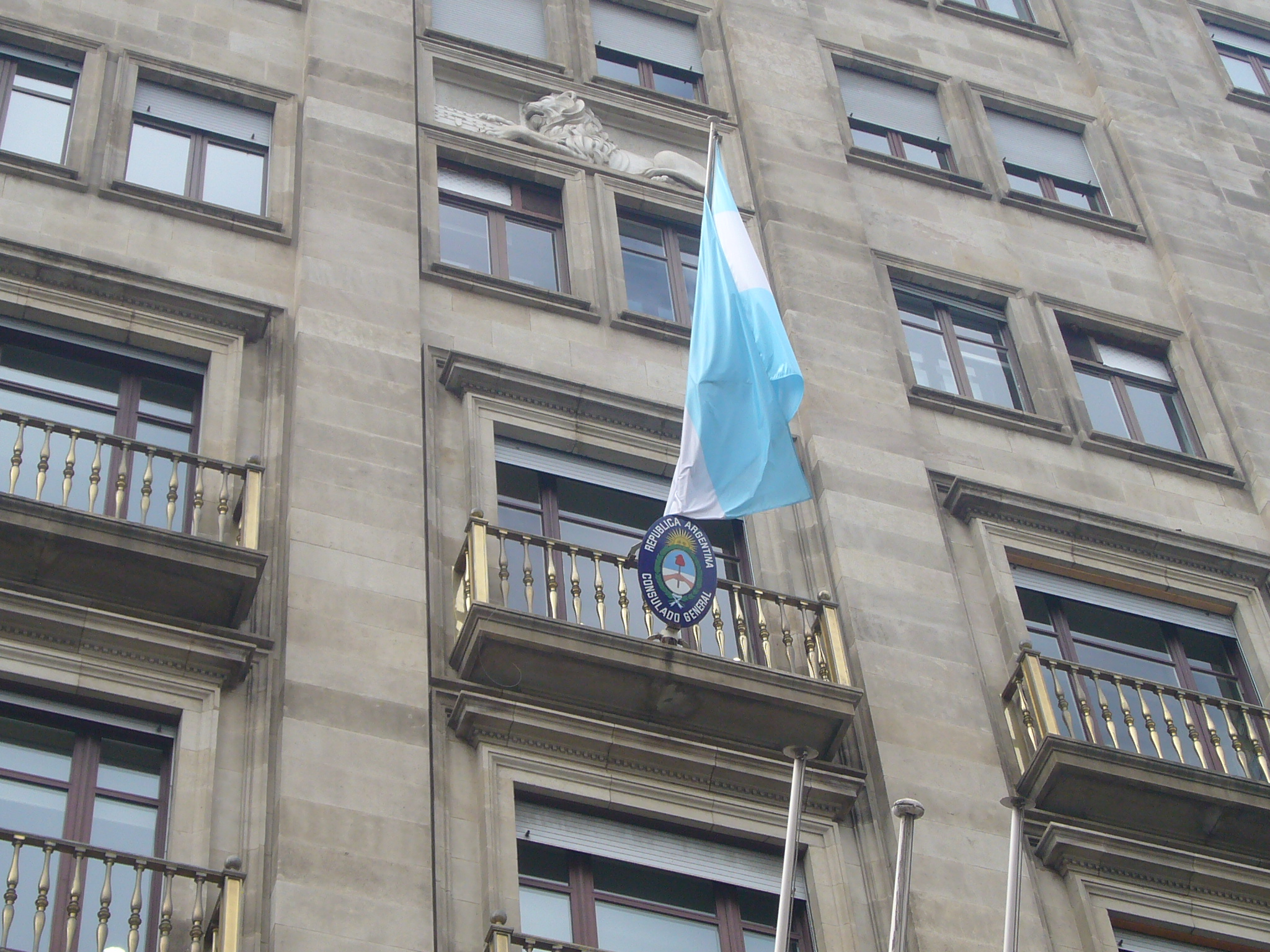
驻巴塞罗那总领事馆
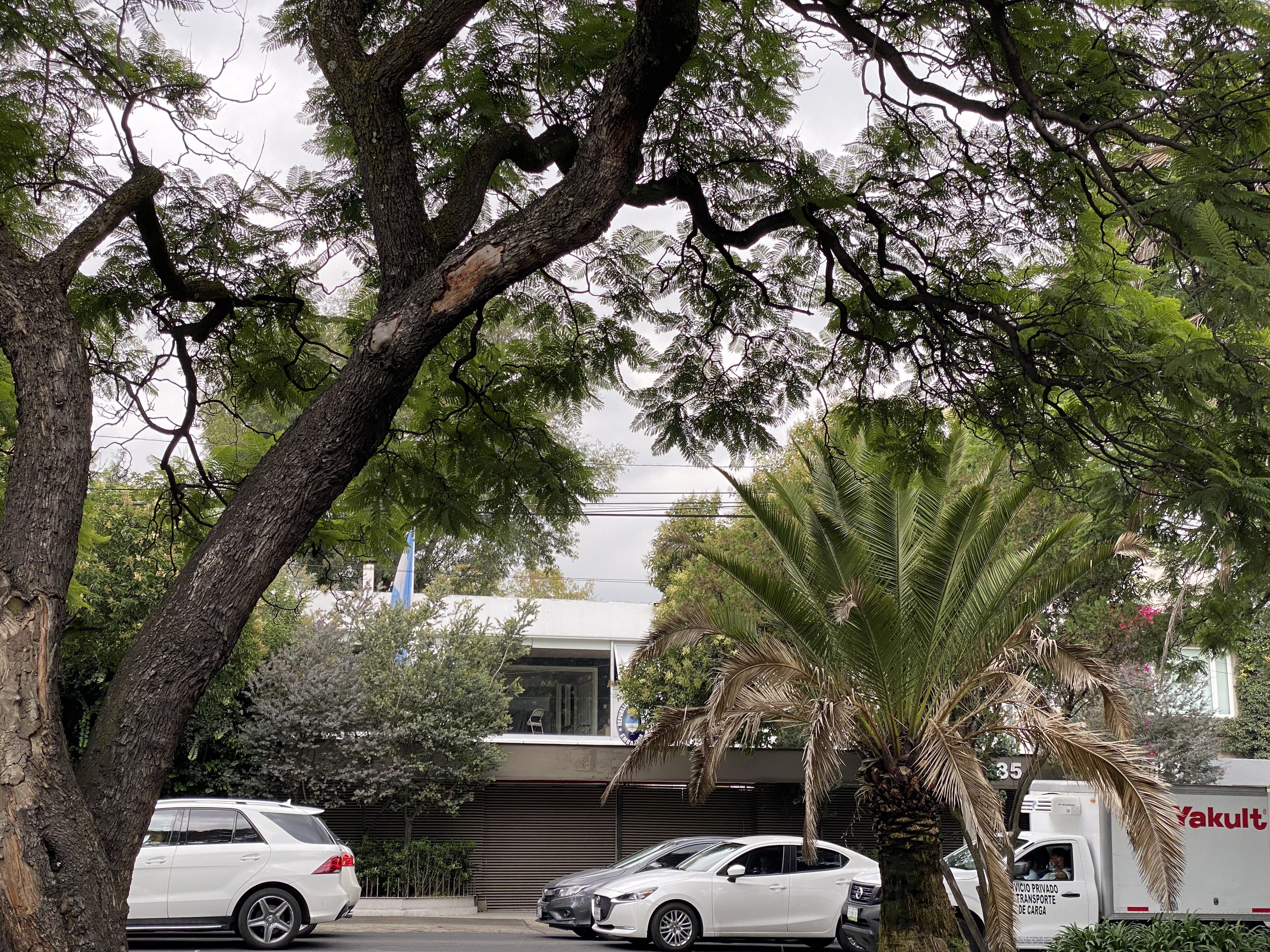
墨西哥城大使馆
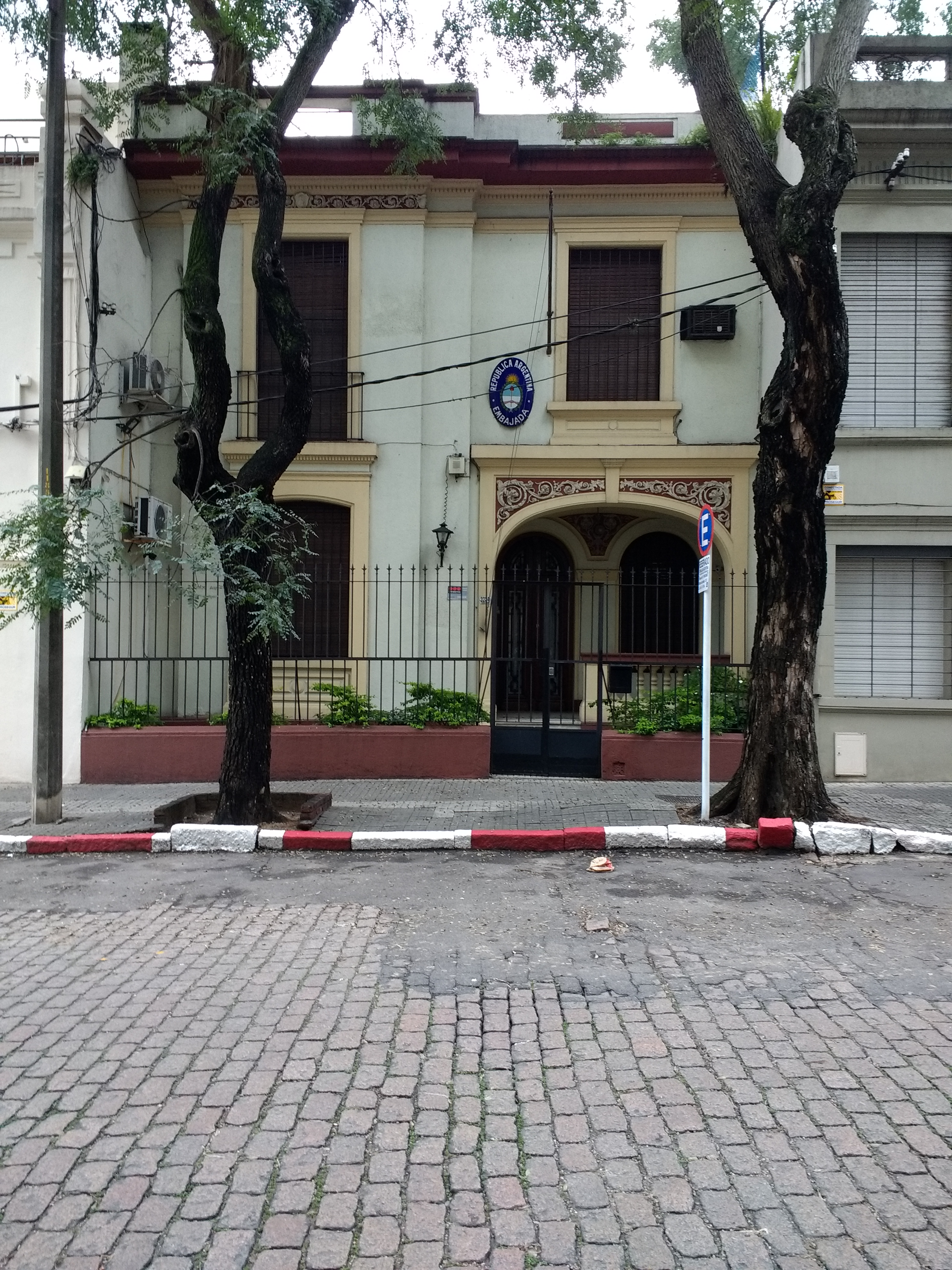
驻蒙得维的亚大使馆
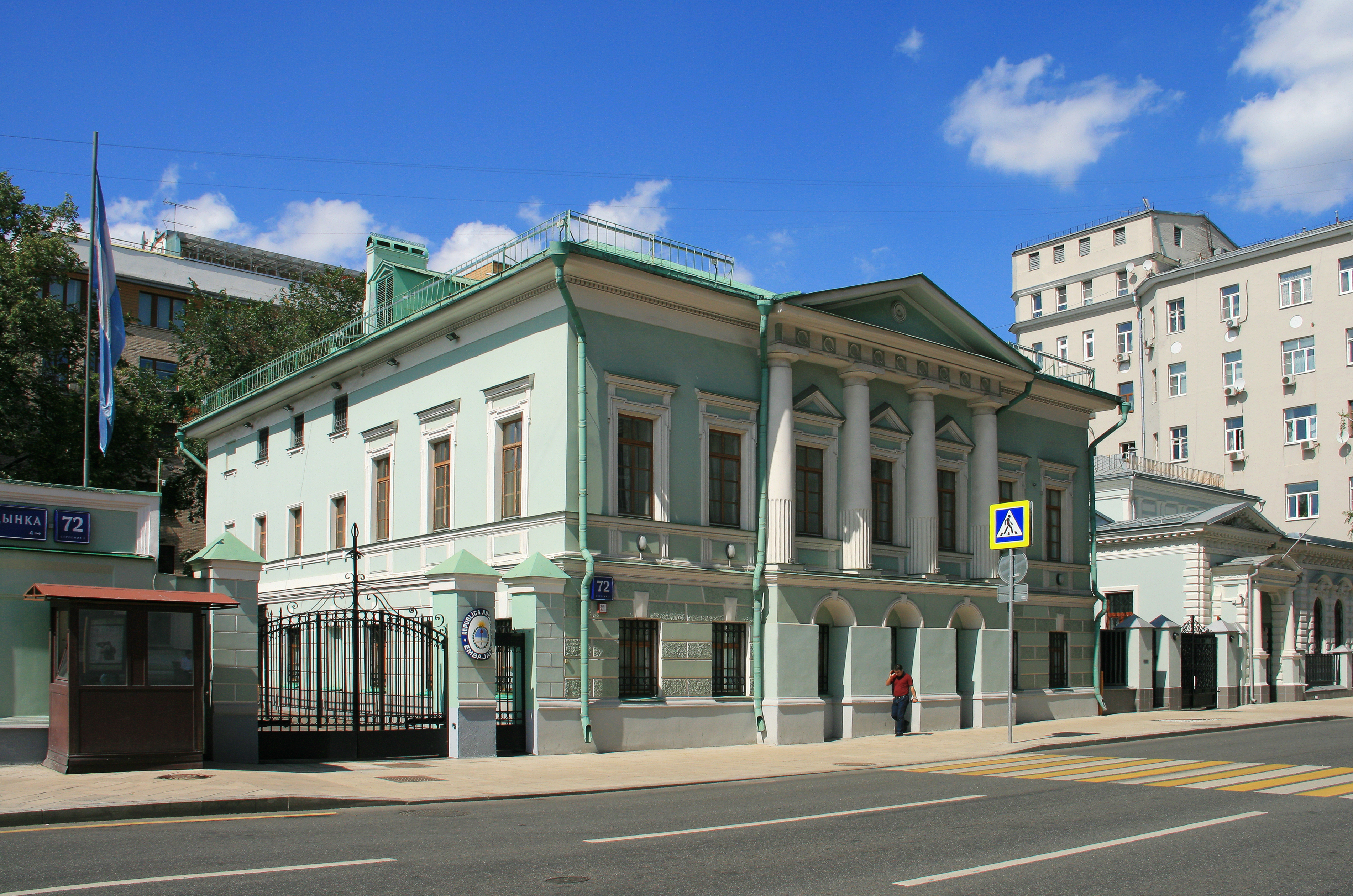
驻俄罗斯大使馆（英语：Embassy of Argentina, Vienna）
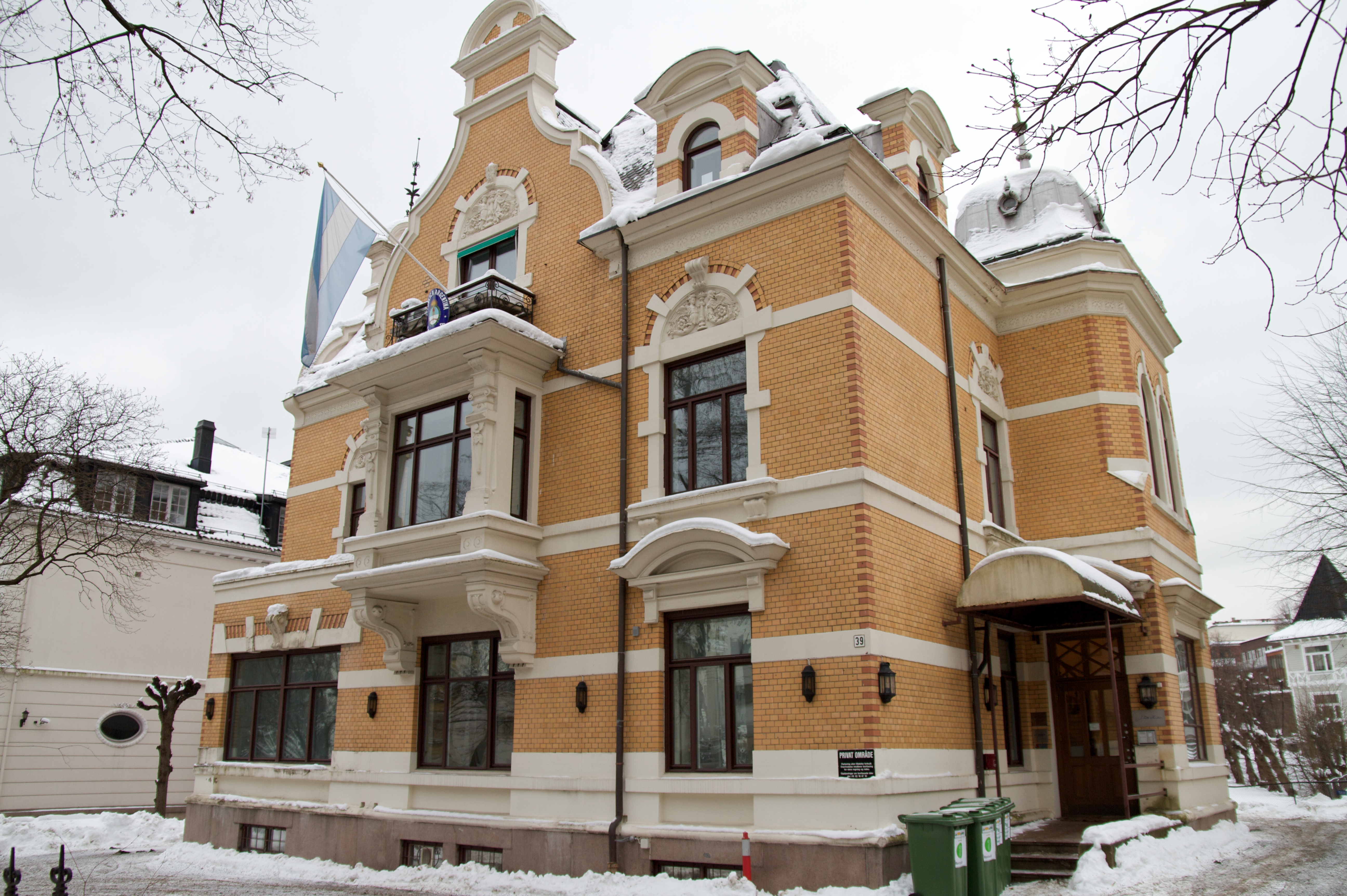
驻奥斯陆大使馆
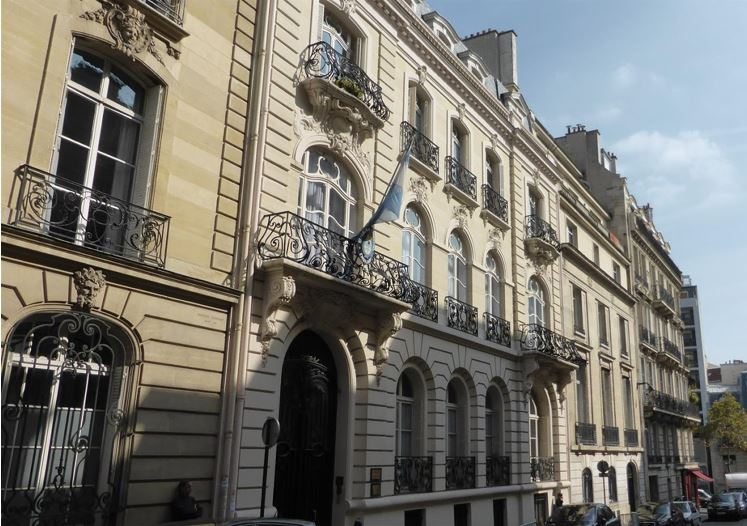
驻巴黎大使馆
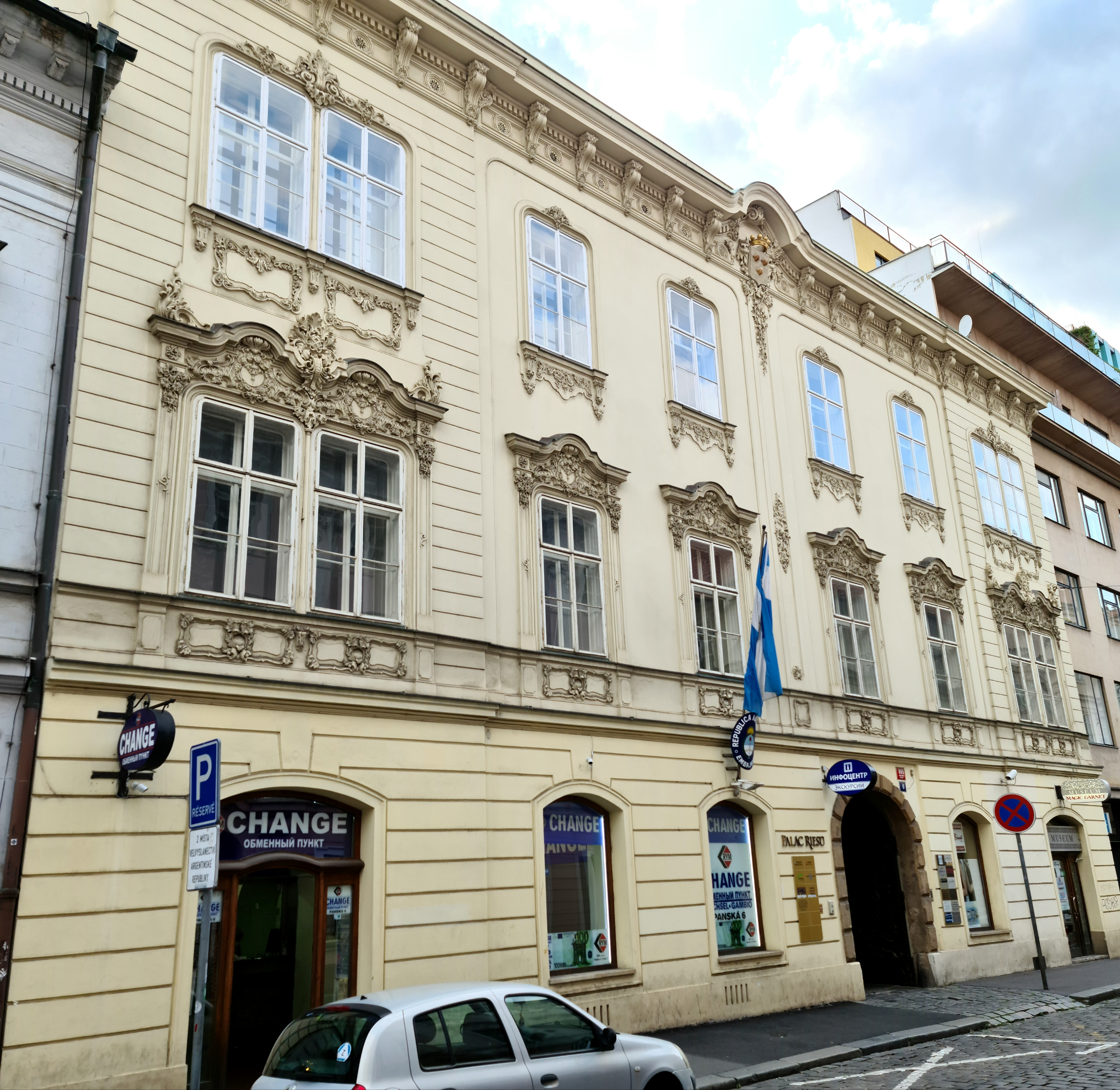
驻布拉格大使馆
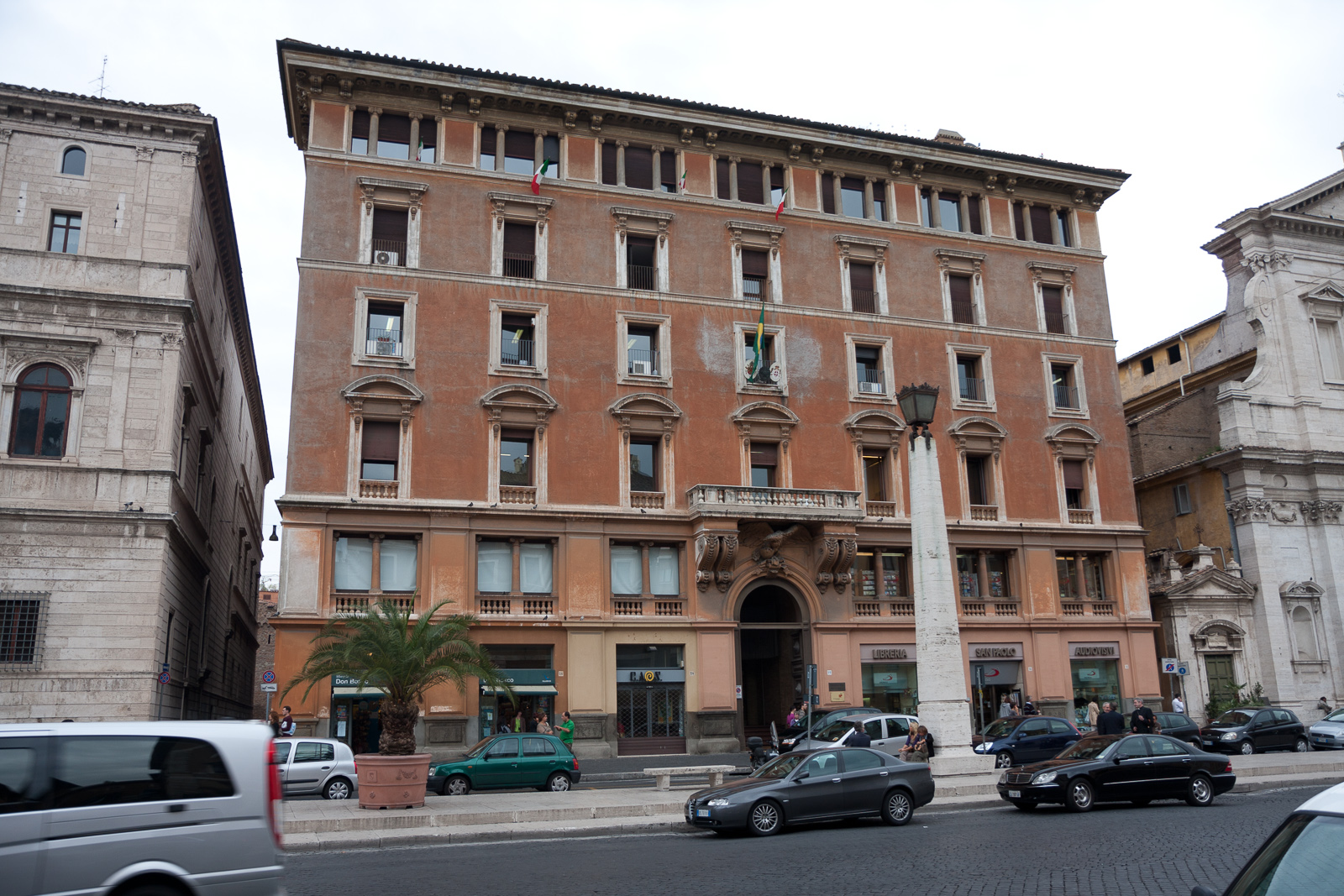
驻圣座大使馆，位于罗马
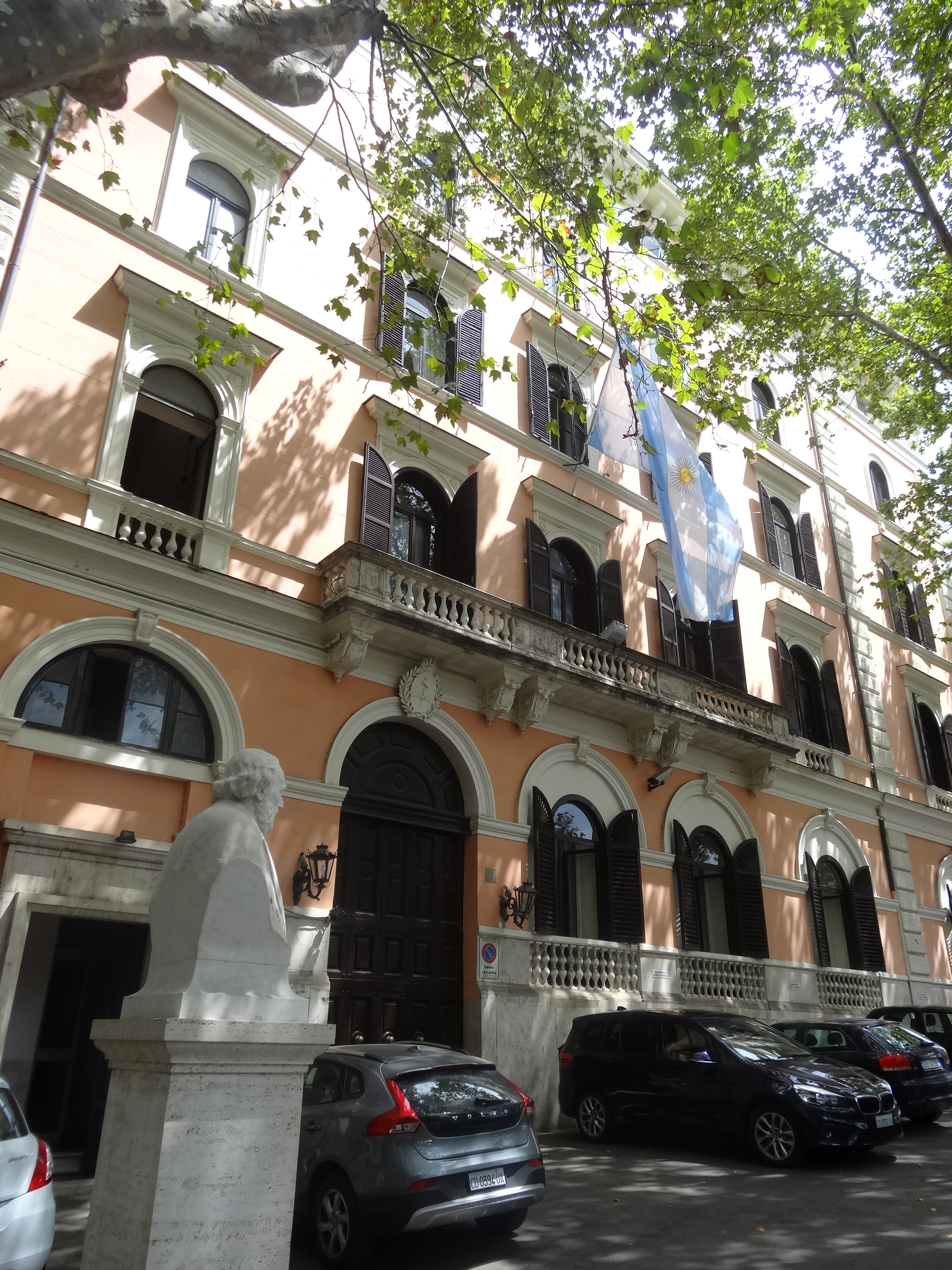
驻罗马大使馆
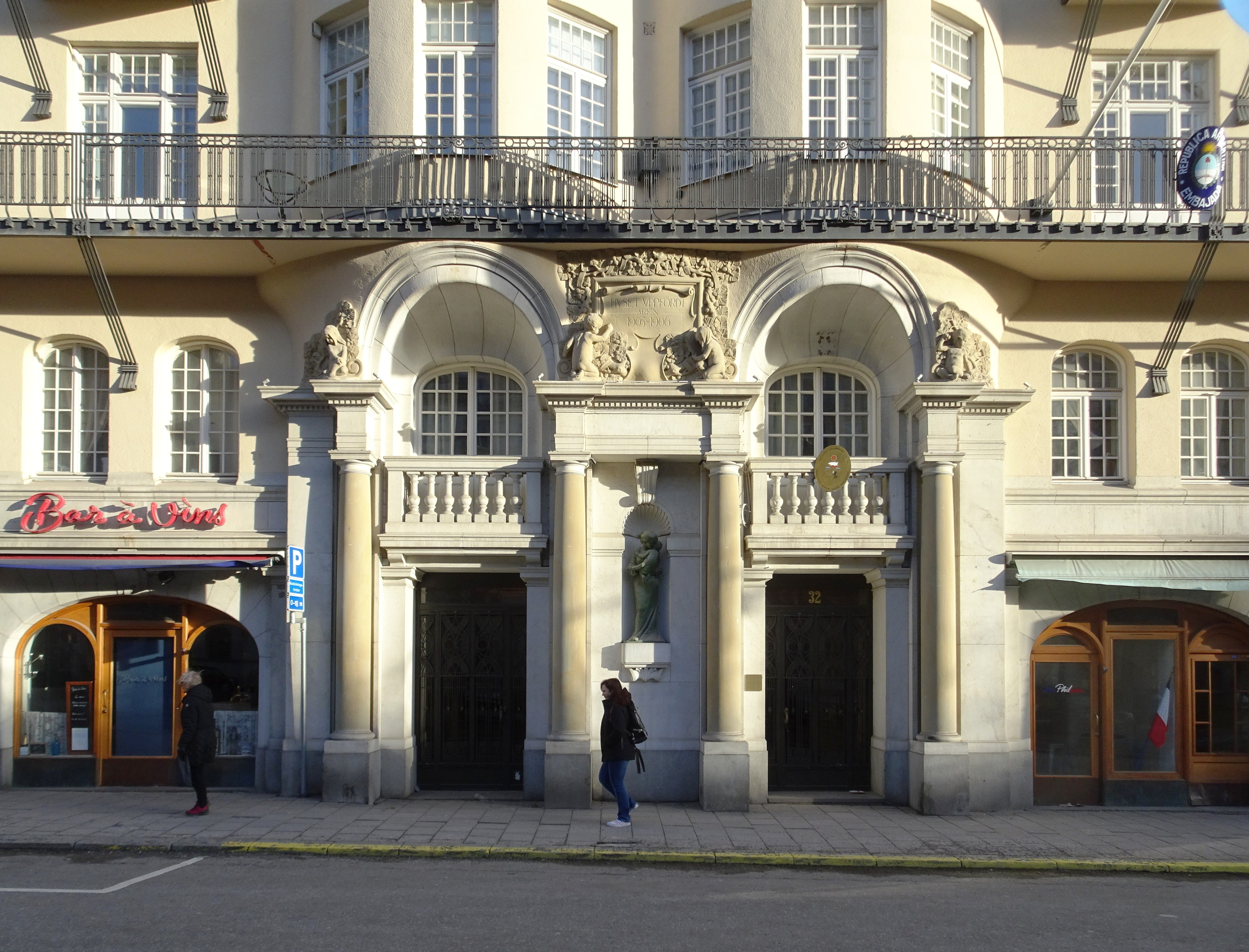
驻斯德哥尔摩大使馆
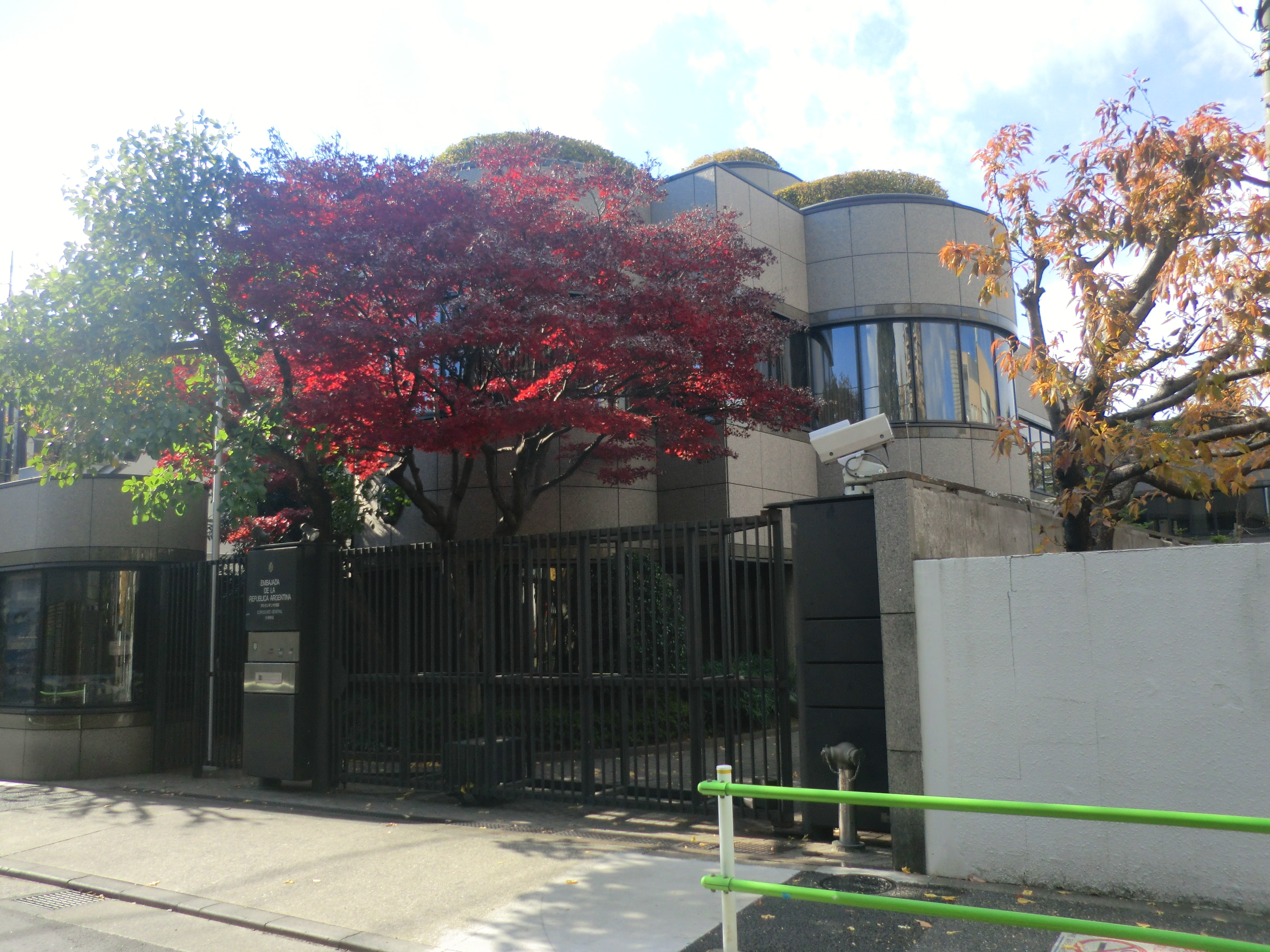
驻东京大使馆
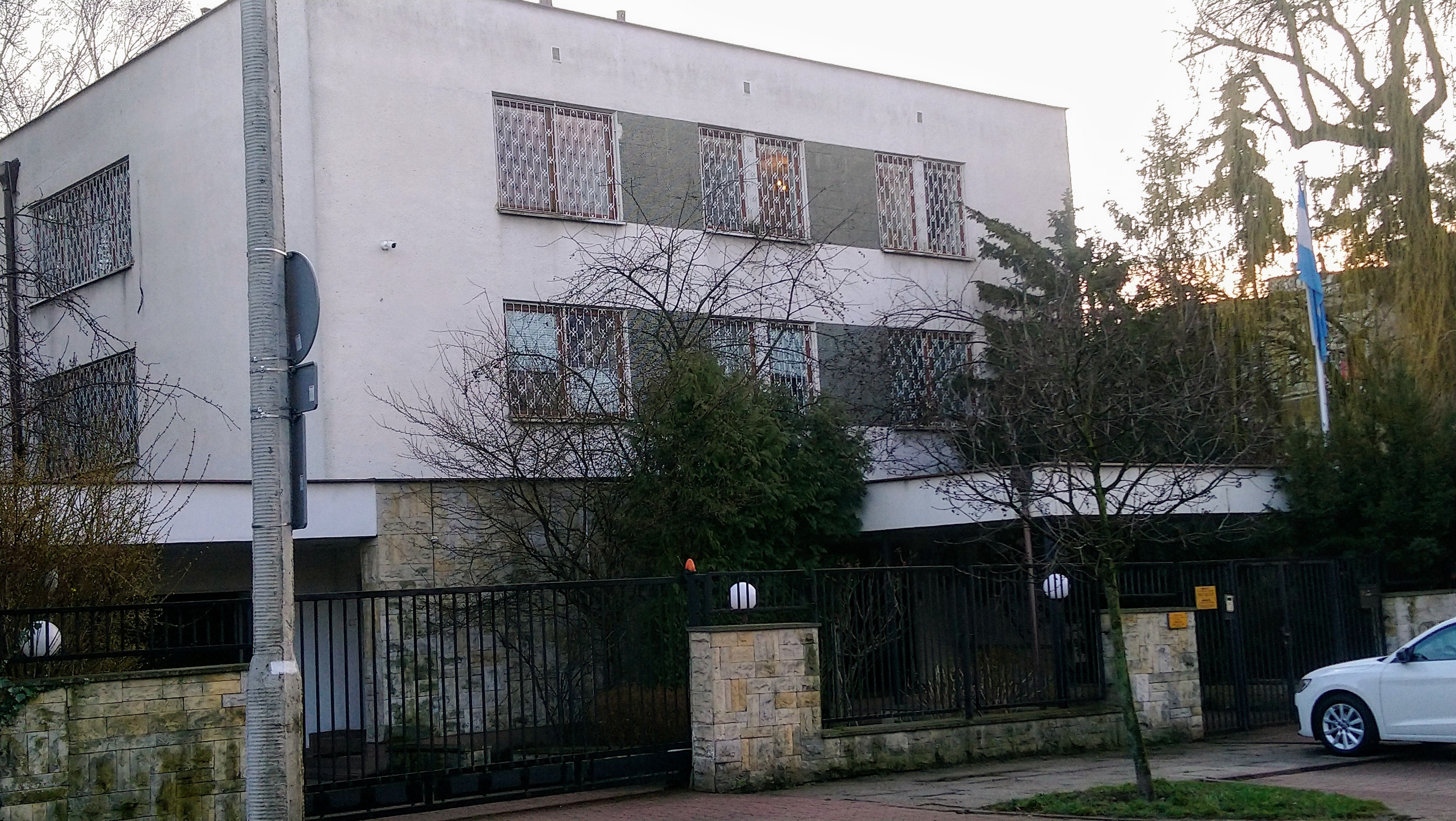
驻华沙大使馆
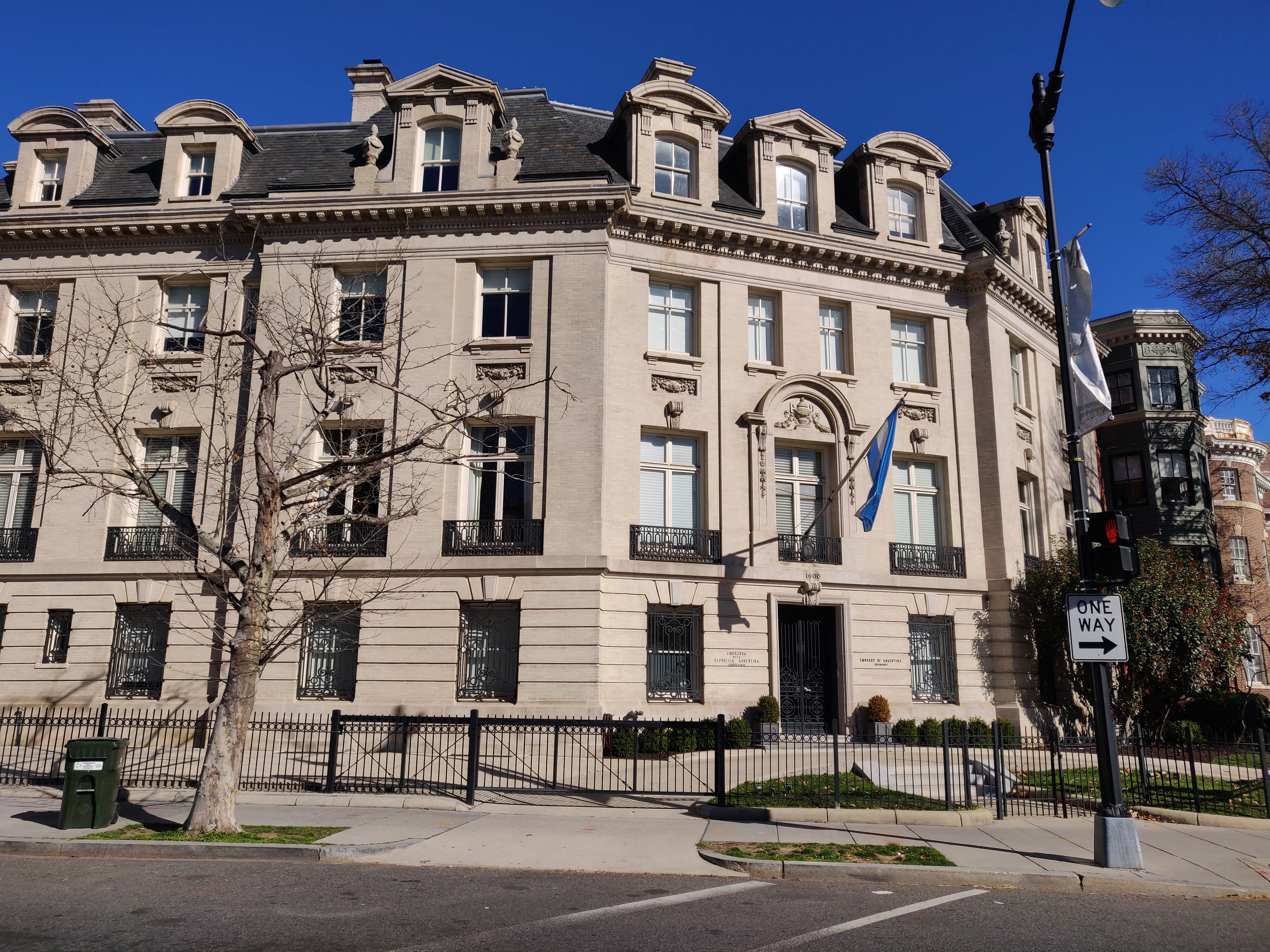
驻美国大使馆（英语：Embassy of Argentina, Paris）
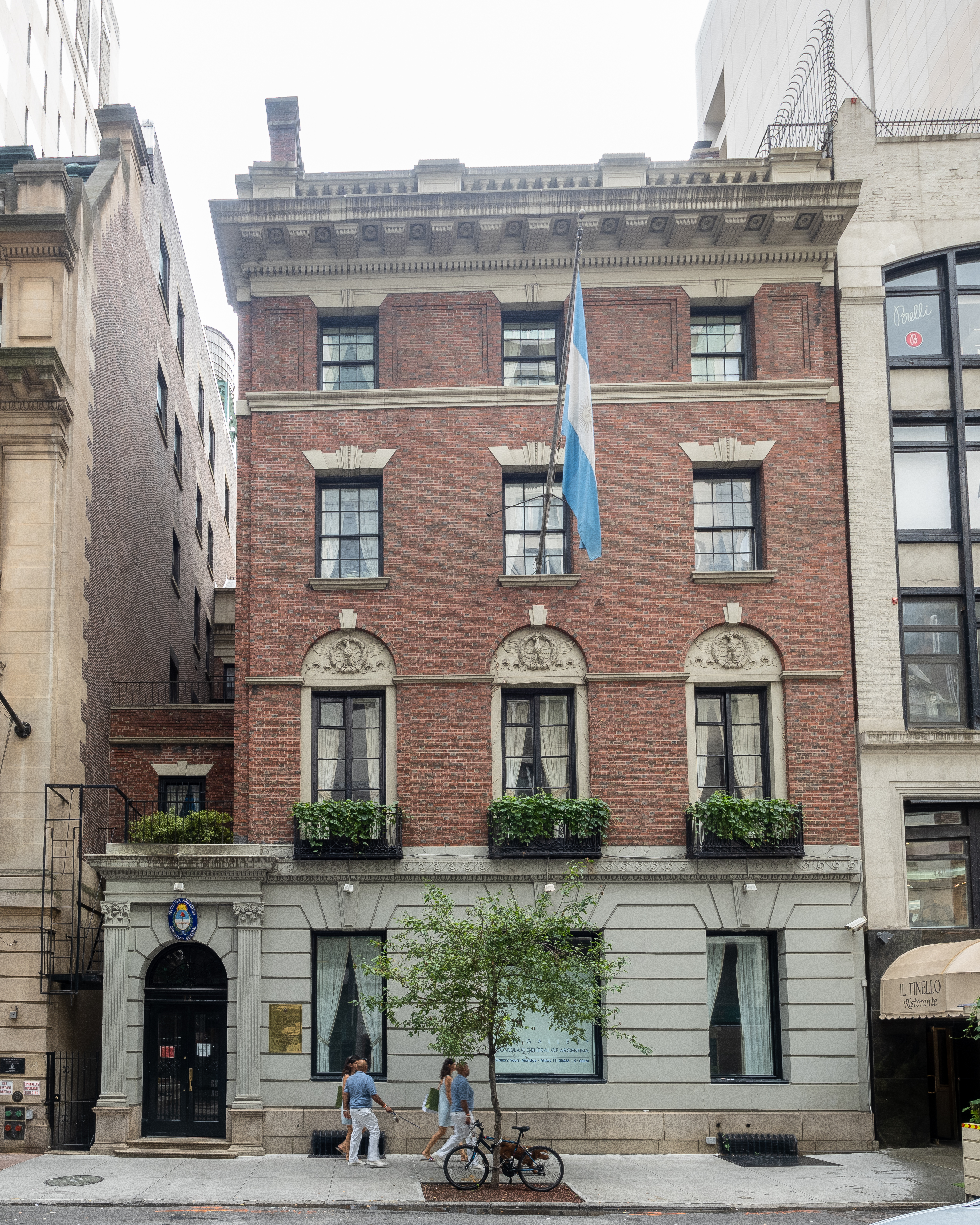
驻纽约总领事馆（英语：12 West 56th Street）

## 注解
1. ↑  阿根廷驻圣座大使馆坐落于梵蒂冈领土外的罗马城
2. 1 2  阿根廷派出驻该组织的观察团
3. ↑  大使馆在1997年扎伊尔共和国改名刚果民主共和国前关闭
4. ↑  阿根廷在1990年德国统一后关闭了其在东柏林的大使馆。